# Charles XIV Jean
Jean-Baptiste Bernadotte
Pour les articles homonymes, voir Charles, prince de Suède et Bernadotte.
Jean-Baptiste Bernadotte (dont le nom de baptême est Jean Bernadotte et dit, plus tard, Jean-Baptiste Jules Bernadotte, mais peu usité), né le 26 janvier 1763 à Pau et mort le 8 mars 1844 à Stockholm, est un militaire français devenu roi de Suède en 1818 après avoir été élu par le Parlement suédois comme héritier du roi Charles XIII. En 1818, il devient roi de Suède sous le nom de Charles XIV Jean (Karl XIV Johan) et roi de Norvège sous le nom de Charles III Jean (Karl III Johan). Il est l'ancêtre de plusieurs monarques européens actuels : le roi Charles XVI Gustave de Suède, le roi Harald V de Norvège, le roi Frédéric X du Danemark, le roi Philippe de Belgique ainsi que le grand-duc Henri du Luxembourg. 
Forcé par les faibles ressources de sa famille, il s'engage dans le régiment Royal-La Marine en 1780. Après un passage en Corse et une mutation à Grenoble, sa carrière connaît un avancement rapide sous la Révolution française, atteignant le grade de général en 1794. Il occupe également, pendant une courte période, le poste de ministre de la Guerre. Ses relations avec Napoléon Bonaparte sont houleuses, mais les deux hommes se réconcilient en 1804, et Bernadotte est élevé à la dignité de maréchal d'Empire, la plus haute distinction militaire du pays. Il participe aux campagnes napoléoniennes à la tête d'un corps d'armée, mais son inaction le jour de la bataille d'Auerstaedt en 1806 et le mauvais comportement de ses troupes à celle de Wagram en 1809 lui attirent les critiques de l'Empereur.
En 1810, il est choisi par le Parlement suédois comme héritier du roi Charles XIII, vieux, malade et sans enfants. Il prend alors le nom de Charles Jean et le titre de régent du royaume. Alors que sa nomination laissait entrevoir une amélioration des relations entre la France et la Suède ainsi que la possibilité pour cette dernière de recouvrer la Finlande, le nouveau prince héritier conduit la politique étrangère suédoise dans une direction totalement opposée en s'alliant avec la Russie et le Royaume-Uni contre l'Empire français. Il accepte d'entrer dans la Sixième Coalition contre Napoléon en 1813, prenant personnellement la tête de l'armée du Nord, et obtient en contrepartie que la Norvège soit cédée à la Suède. Cette revendication est satisfaite par le traité de Kiel de 1814, ratifié quelques mois après la victoire des Alliés à la bataille de Leipzig. Les Norvégiens s'étant rebellés contre la domination suédoise, Charles Jean mène une brève campagne militaire qui se solde par la convention de Moss et l'entrée de la Norvège dans une union personnelle avec la Suède.
Il monte sur les trônes suédois et norvégien en février 1818 après la mort de Charles XIII et II. En tant que nouveau souverain, Charles Jean s'efforce d'améliorer l'économie du pays en équilibrant le budget intérieur avec le paiement de la dette extérieure et en développant les infrastructures, avec par exemple la construction du canal Göta. Il essaie également de rapprocher la Norvège de la Suède par le biais d'un projet de fusion territoriale mais se heurte à l'opposition du Parlement norvégien. La politique étrangère qu'il met en œuvre permet de maintenir les droits de douane à un niveau relativement acceptable, et le royaume connaît sous son règne une période de paix sur le plan intérieur tout en adoptant une attitude neutre dans les affaires internationales. Ses adversaires libéraux lui reprochent néanmoins son entêtement, particulièrement manifeste au cours des années 1830, ce qui incite le roi à effectuer certaines concessions dans les dernières années de son règne. Il meurt en 1844 à l'âge de 81 ans et est remplacé par son fils Oscar Ier.

## Jeunesse

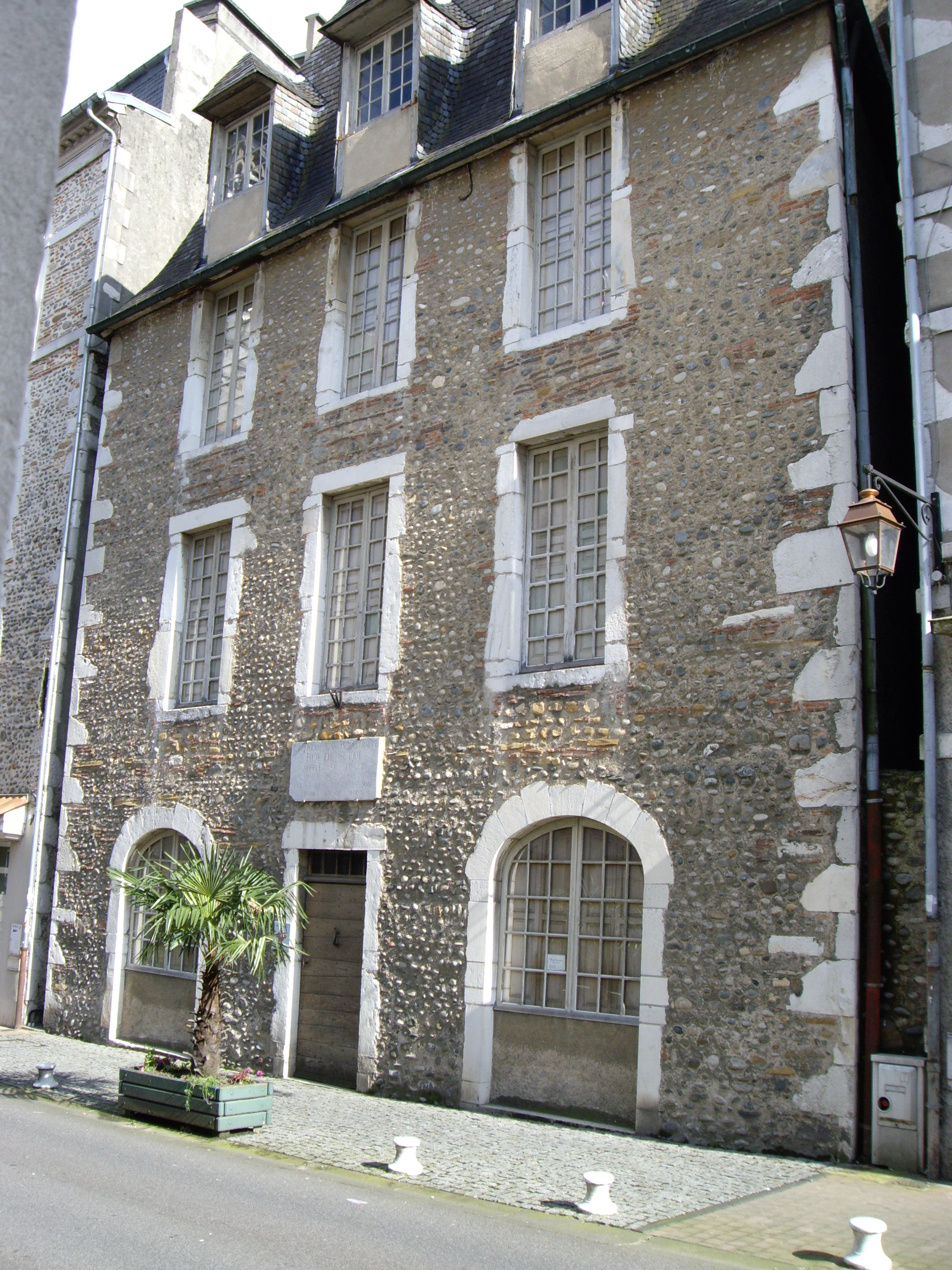
Maison natale de Bernadotte à Pau.

Roturier de naissance, Jean-Baptiste Bernadotte vit le jour le 26 janvier 1763 à Pau, dans l'ancienne province de Béarn, au sud-ouest du royaume de France. Il était le dernier d'une fratrie de trois enfants qui comprenait un frère, Jean, et une sœur, Marie, issus du mariage d'Henri Bernadotte et de Jeanne de Saint-Jean. Par son ascendance paternelle, il appartenait à une lignée de propriétaires terriens et d'artisans (de tisserands et de tailleurs),, et par son ascendance maternelle, il descendait de plusieurs vieilles familles de la noblesse de Bigorre (dont la famille d'Abbadie de Sireix),,. La famille Bernadotte appartenait à la bourgeoisie de Pau, établie dans cette ville depuis plusieurs générations.
Henri Bernadotte, son père, était avocat de profession et exerçait la charge de procureur du roi dans un petit tribunal de province. Sa fortune était si peu considérable qu'il dut attendre l'âge de 43 ans pour se marier, et il mourut peu de temps après le 17e anniversaire de Jean-Baptiste.
La venue au monde de Jean-Baptiste Bernadotte fut prématurée et il fut baptisé dès le lendemain à l'église. Prénommé Jean à sa naissance, il reçut en complément le nom de Baptiste en l'honneur de saint Jean-Baptiste.
Le nouveau-né fut confié pendant un an aux soins d'une nourrice à quelques kilomètres de Pau. Ses relations avec sa mère ne furent sans doute pas très bonnes car il ne lui rendit visite qu'une seule fois après son engagement dans l'armée. Il fut éduqué chez les bénédictins mais il est possible qu'il reçût une partie de son instruction au domicile familial, comme cela se faisait couramment à l'époque. Selon l'historien Franck Favier, « il [Bernadotte] apparaît dans les souvenirs des Palois comme un garçon turbulent, un jeune homme bagarreur, multipliant les batailles de rue et les courses de chevaux ». À l'âge de 15 ans, il commença à travailler comme apprenti chez Jean-Pierre de Batsalle, un avocat réputé de Pau.

## Début de carrière militaire

### Dans l'armée du roi: du simple soldat au sergent
Son père mourut le 31 mars 1780, laissant sa famille dans une situation financière difficile. Le 3 septembre de la même année, Bernadotte s'engagea comme simple soldat dans le régiment Royal-La Marine, une unité particulièrement utilisée dans la protection des colonies et des ports. Après avoir effectué son instruction à Collioure, alors âgé de 18 ans, il fut envoyé en service actif en Corse. Il y resta deux ans en garnison et fut affecté à la compagnie de grenadiers de son régiment le 20 mai 1782. Il rentra chez lui à l'automne suivant en congé maladie, suivit ensuite son régiment en garnison dans plusieurs villes parmi lesquelles Besançon, Grenoble, Vienne, Marseille ainsi qu'en Charente-Maritime, avant de s'absenter de nouveau au printemps 1784 pour raisons de santé.

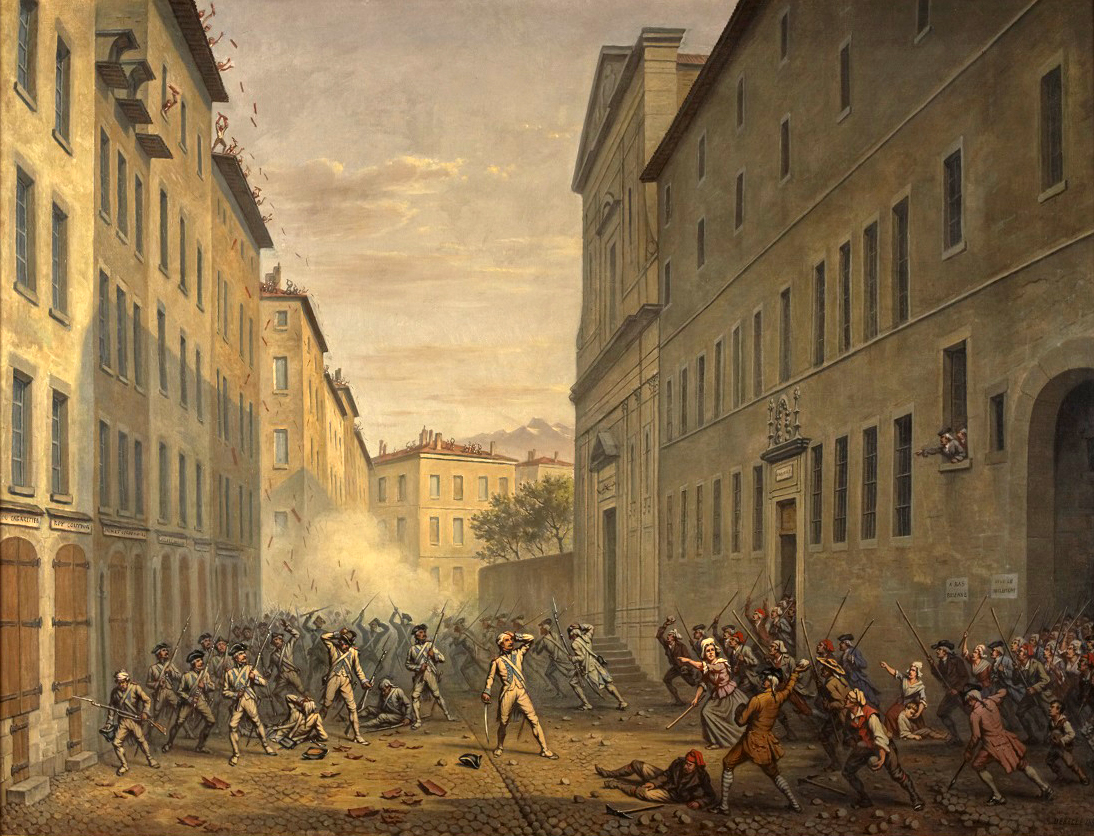
Les soldats du Royal-La Marine pris à partie par la foule lors de la journée des Tuiles à Grenoble, le 7 juin 1788. Huile sur toile d'Alexandre Debelle conservée au musée de la Révolution française à Vizille.

Le 16 juin 1785, Bernadotte est promu caporal, puis sergent le 31 août. L'année précédente, le Royal-La Marine avait reçu un nouveau colonel, qui remarque Bernadotte et lui confie diverses tâches : il est ainsi tour à tour chargé de trouver de nouvelles recrues, de fournir des uniformes et de donner des cours d'escrime aux soldats. En 1788, son régiment est envoyé à Grenoble, où durant son séjour il aurait eu une liaison avec une jeune grenobloise nommée Catherine Lamour qui, en août 1789, fait baptiser un enfant naturel de sexe féminin en déclarant qu'il en est le père. Bernadotte est promu au grade de sergent-major le 11 mai 1788. Un mois plus tard, le 7 juin, éclate la journée des Tuiles, considérée comme un prélude à la Révolution française. Selon l'historien Alan Palmer, c'est Bernadotte qui commande les troupes chargées de la répression de l'émeute. Pour Dunbar Plunket Barton, ce dernier participe effectivement aux événements mais sans y jouer un rôle particulier, l'auteur réfutant le récit de Michelet selon lequel Bernadotte aurait fait tirer sur la population. Le Royal-La Marine est dirigé au printemps 1789 à Avignon puis à Marseille durant l'été, alors que la ville était déjà en proie à des troubles révolutionnaires. Le 7 février 1790, Bernadotte est promu adjudant sous-officier, qui était alors le plus haut grade qu'un roturier pouvait atteindre dans l'armée royale. Son avancement est donc bloqué à compter de cette date et il faut attendre les développements ultérieurs de la Révolution pour que Bernadotte soit promu de nouveau.
Durant son séjour à Marseille, Bernadotte fait à plusieurs reprises preuve d'initiative. Peu après son arrivée dans la ville, il vient en aide à son colonel, le marquis d'Ambert, dans un conflit avec les autorités locales et lui évite d'être lynché par une foule en colère,. Une autre fois, alors qu'il se trouve dans le village de Lambesc, non loin de Marseille, il parvint, grâce à son éloquence, à empêcher ses camarades de se mutiner. L'incident se serait déroulé à l'intérieur d'une église où certains des soldats étaient logés et Bernadotte serait monté sur une chaire pour prononcer un sermon qui aurait rapidement mis fin au désordre. L'épisode reste controversé mais il semble qu'à cette période le régiment de Bernadotte était beaucoup moins sujet aux désertions que la plupart des autres unités.

### Ascension dans la tourmente révolutionnaire

Jean-Baptiste-Jules Bernadotte, lieutenant au de ligne en 1792, huile sur toile de Louis-Félix Amiel, 1834, château de Versailles.

La Révolution française éclate en juillet 1789. À l'automne 1790, le régiment de Bernadotte est transféré sur l'île d'Oléron avant d'être envoyé en avril 1791 sur l'île de Ré, où il reste pendant un an. Bernadotte est nommé lieutenant en mars 1792 et chargé de commander le dépôt du 36e régiment d'infanterie ci-devant Anjou, à Saint-Servan, en Bretagne. Peu de temps après, son unité reçoit l'ordre de marcher vers l'est. À la même époque, la Révolution entre dans une phase plus radicale et des commissaires politiques sont désignés pour surveiller l'armée. Le régiment de Bernadotte est dirigé sur la ville allemande de Bingen am Rhein après la victoire française de Valmy et y séjourne pendant l'hiver.
Les hostilités reprennent au printemps 1793, lorsque les troupes prussiennes franchissent le Rhin et commencent à faire pression sur les Français. L'Espagne ayant rejoint la coalition contre la France, Bernadotte tente vainement d'être transféré à l'armée des Pyrénées occidentales avec l'appui de son frère. Dans une lettre à ce dernier, il raconte comment il est parvenu à empêcher la panique de gagner ses soldats lors d'une attaque des Impériaux au sud de la ville de Spire, en mai 1793. C'est la première fois que Bernadotte parvient à maintenir la cohésion de ses troupes sous le feu en excitant les hommes par son ardeur.
Ses brillants états de service lui assurent une promotion rapide au sein de l'armée. Nommé capitaine en juillet 1793 après s'être signalé dans des combats autour de Spire et de Mayence, son grade est officiellement confirmé l'année suivante par le ministère de la Guerre et il est promu chef de bataillon le 8 février 1794. Ce dernier avancement intervint alors que le 36e d'infanterie avait quitté les rives du Rhin pour se porter au sud des Pays-Bas, combattant les forces britanniques à Wervik et Menin en essayant de se frayer un passage jusqu'à Ostende.
Bernadotte reçoit les épaulettes de chef de brigade (colonel) le 4 avril 1794 et est placé à la tête de la 74e demi-brigade. Cette unité de formation récente, composée pour moitié de soldats réguliers et pour moitié de volontaires, est déployée sur la Sambre et la Meuse. Les premiers engagements ne se passent toutefois pas très bien et Bernadotte doit une fois de plus s'exposer personnellement pour empêcher ses troupes de céder face à l'ennemi.

## Général de la Révolution française

### Sur le front allemand

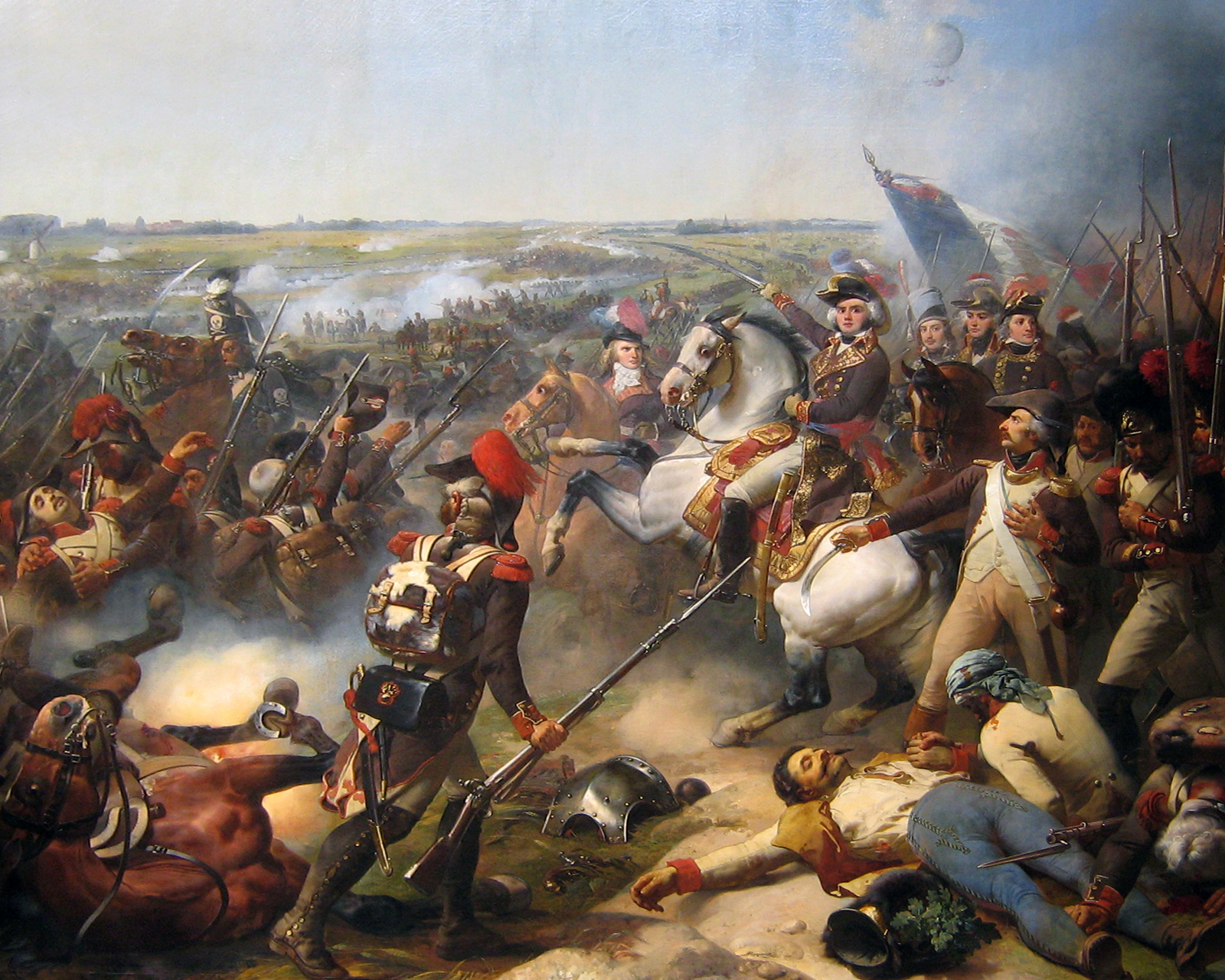
La bataille de Fleurus, le 26 juin 1794, où Bernadotte s'illustra. Huile sur toile de Jean-Baptiste Mauzaisse, 1837, château de Versailles.

Le 26 juin 1794, il se fait remarquer à la bataille de Fleurus en expulsant les Autrichiens d'un bois. Le général Kléber lança une pétition en faveur de l'élévation de Bernadotte au grade de général de brigade, pour « traits de bravoure et actions d'éclat », ce qui fut fait le 29 juin. Il participe ensuite à la bataille de la Roer en octobre et au siège de Maastricht de septembre à novembre, ce qui lui vaut d'être nommé général de division le 22 octobre.
Contrairement à la plupart des autres commandants, Bernadotte s'attache à respecter les populations locales et à maintenir une stricte discipline parmi ses troupes pour éviter le pillage. Sa correspondance révèle qu'il était un chef travailleur et impliqué dans ses fonctions, s'efforçant d'assurer l'approvisionnement en nourriture des unités placées sous ses ordres et de procurer de meilleurs soins aux malades et aux blessés. Il avait ainsi l'habitude d'envoyer des instructions détaillées aux hôpitaux de campagne sur la façon dont ils devaient fonctionner ou sur le type de traitement que les patients devaient recevoir, ce qui était extrêmement inhabituel chez les généraux de l'époque.
En 1795, il prend part à d'autres opérations militaires sur la Sambre et la Meuse. Au mois de décembre, ses troupes se rendent à Bad Kreuznach dans le Palatinat. Plusieurs soldats de sa division tentent de voler et d'extorquer les habitants, mais Bernadotte fait punir les coupables et indemniser les familles qui avaient été victimes de ces abus. Ses hommes passent ensuite l'hiver dans la ville de Boppard avant de traverser le Rhin à Neuwied le 11 juin 1796.
L'armée de Sambre-et-Meuse commandée par le général Jourdan se heurte cependant à une résistance autrichienne déterminée qui la force à évacuer Darmstadt et Nuremberg et à se replier sur Ratisbonne. Des contingents français situés à Deining, Neumarkt et dans le Haut-Palatinat sont également contraints de battre en retraite. Bernadotte, à la tête de l'arrière-garde, fait preuve de compétence stratégique en se repliant face à des forces autrichiennes quatre fois supérieures aux siennes, avec des pertes relativement négligeables. Il tombe malade peu après au mois de septembre. Alors que la campagne s'était achevée sur un échec français, Bernadotte est salué pour son exploit. Il passe alors pour être l'un des meilleurs généraux de l'armée de Sambre-et-Meuse.

### En Italie
L'évacuation de la Bavière par les troupes républicaines met fin aux opérations françaises dans ce secteur. À l'automne 1796, Bernadotte est nommé gouverneur de Coblence. Il est fier de la discipline qu'il avait réussi à instaurer parmi ses régiments, et lorsqu'un journal l'accuse d'avoir laissé ses hommes se livrer au pillage dans la ville de Nuremberg, lors de la dernière campagne, Bernadotte sollicite un congé pour venir se défendre à Paris. Carnot refuse au motif que des troupes supplémentaires ne seraient pas de trop pour prêter main-forte aux forces françaises déployées en Italie. Au début de l'année 1797, Bernadotte est ainsi désigné pour conduire une armée de renfort en Lombardie afin de soutenir le général Napoléon Bonaparte contre les Autrichiens.

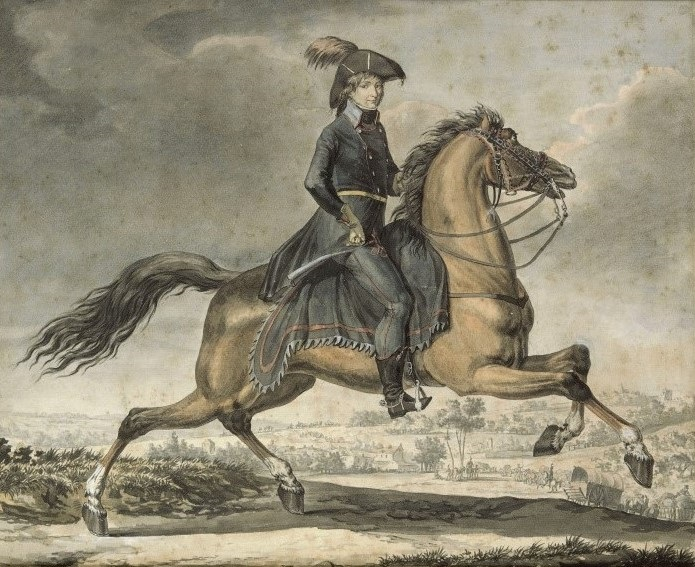
Jean-Baptiste Bernadotte à cheval, pendant la première campagne d'Italie. Dessin aquarellé de Swebach-Desfontaines, musée napoléonien de l'île d'Aix.

Bernadotte se met en route avec 20 000 hommes, répartis en deux divisions, et atteint le massif du Mont-Cenis en passant par Dijon, Lyon et Chambéry ; de là, il se dirige vers Suse puis Turin situés en territoire piémontais. Cette grande marche à travers les Alpes, accomplie en plein hiver et en dépit des tempêtes de neige, est considérée comme un exploit remarquable pour l'époque. Les divisions de Bernadotte font leur entrée à Milan le 22 février 1797 mais l'accueil fut glacial. Le général eut notamment maille à partir avec le gouverneur militaire de la ville, le colonel Dupuy, qu'il fit arrêter pour insolence et insubordination. Ce que Bernadotte ne savait pas, c'était que Dupuy était un proche du général Louis-Alexandre Berthier, chef d'état-major de Bonaparte,. Mis au courant de l'incident, Berthier adresse une lettre de blâme à Bernadotte à laquelle ce dernier riposte vivement, scellant le début d'une longue inimitié entre les deux hommes.
De son côté, Bonaparte choisit d'ignorer cet incident car il avait été impressionné par le périple effectué par Bernadotte et ses troupes. Il lui confie le commandement de la 4e division de l'armée d'Italie placée à l'avant-garde de l'aile droite française, qui constitue le pivot de l'offensive que Bonaparte s'apprête à déclencher contre les Impériaux. Lorsque celle-ci débute le 10 mars, les troupes républicaines franchissent le Piave avant de s'arrêter sur les rives du fleuve Tagliamento, dont le passage était gardé par l'armée autrichienne. Selon certaines sources, Bernadotte parvient à traverser le cours d'eau en usant d'un stratagème qui surprend ses adversaires ainsi que l'officier de l'état-major de Bonaparte qui l'accompagnait,. Selon un autre de ses biographes, voyant ses soldats hésiter à entrer dans l'eau, il donne personnellement l'exemple en descendant de cheval et en conduisant l'attaque sous le feu ennemi. Il emporte peu après la forteresse de Gradisca d'Isonzo par un assaut frontal qui coûte 500 hommes à sa division. Napoléon jugea ces pertes excessives mais Bernadotte se plaignit de l'ambiguïté des ordres donnés par le général en chef,.
Les troupes de Bernadotte occupent ensuite la ville de Postojna où elles font preuve de discipline et reçoivent un bon accueil de la part des habitants. Suivant les ordres du général en chef, elles s'emparent également d'Idrija pour affermir la présence française en Carniole. Une fois cette mission achevée, Bernadotte se rend à Klagenfurt via Leibach pour rejoindre Bonaparte en Styrie. Les deux hommes se retrouvent au château d'Eggenberg de Graz où se tenaient des pourparlers de paix. C'est là que Bernadotte a sa première expérience de la politique européenne. Un armistice est signé le 18 avril 1797 et les forces françaises commencent à évacuer les territoires du Saint-Empire. Bernadotte est nommé gouverneur de la province de Frioul, fonction qui lui procure une grande responsabilité administrative aussi bien dans le domaine civil que militaire.

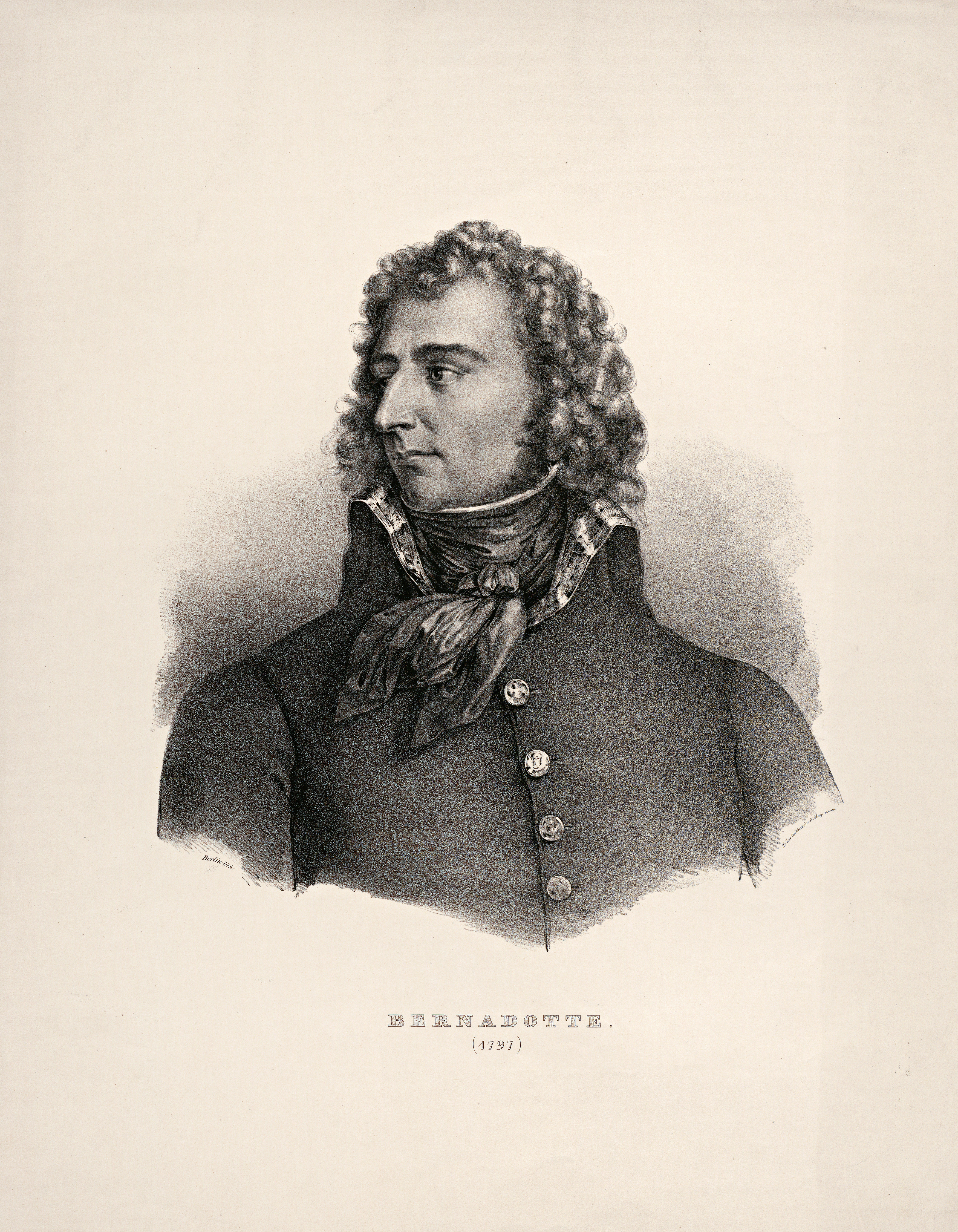
Lithographie représentant Bernadotte en 1797.

En août 1797, Bernadotte, sur ordre de Bonaparte, rentre à Paris, officiellement pour présenter au Directoire des drapeaux pris à l'ennemi, en même temps que le général Augereau dont la mission était de mener un coup d'État contre l'exécutif. Selon Alan Palmer, le véritable motif de ce rappel était de détacher Bernadotte, réputé pour son indépendance de caractère, de sa division qui lui était fidèle et de rendre compte des développements politiques de la campagne. Plunket Barton écrit que « les historiens ne sont pas d'accord sur les mobiles de Bonaparte envoyant Bernadotte. Était ce pour aider Augereau ? Barras le pensait. Ou pour le compromettre ? Ou bien pour avoir un correspondant indépendant à Paris ? Il y avait envoyé son aide de camp, Lavalette, qui était en relations avec les Royalistes. De cette façon, il avait un correspondant dans chaque camp. Peut-être Bonaparte avait-il en vue tout cela ». Torvald Höjer estime que l'envoi de Bernadotte à Paris n'était peut-être pas étranger au coup d'État du 18 fructidor mais note que le général, après avoir hésité, décida de ne pas soutenir la conspiration, qui se solda par l'éviction des directeurs royalistes. Lors de son séjour dans la capitale, Bernadotte fit la connaissance de plusieurs membres de l'élite politique et sociale française, parmi lesquels Germaine de Staël avec qui il resta en contact étroit.
Bonaparte ne voulait pas d'un retour de Bernadotte en Italie et s'arrange pour que ce dernier soit nommé commandant en chef de l'armée du Sud de la France, mais Bernadotte décline le poste et rejoint sa division qui stationnait à Udine, dans le Frioul. Le 14 octobre, les deux hommes assistent à un dîner de gala organisé à la villa Manin. Au cours du repas, Napoléon humilie Bernadotte devant tous les autres invités en l'accusant de n'avoir aucune connaissance militaire classique. Cet incident marque fortement Bernadotte qui passe l'hiver suivant à lire des livres consacrés à l'histoire et à la théorie militaire. Il est probable que l'algarade contribua également à durcir les relations entre Bernadotte et le futur empereur.
La guerre prend fin avec la signature du traité de Campo-Formio le 18 octobre 1797 et Bonaparte quitte la péninsule italienne. En prévision d'un éventuel débarquement en Grande-Bretagne, des ponctions sont effectuées sur l'armée d'Italie et Bernadotte, en dépit de ses protestations, doit se séparer d'une partie de ses troupes. Il réclame alors d'être transféré dans les colonies. Le Directoire lui attribue le commandement de l'île de Corfou, mais alors que Bernadotte était sur le point de partir, Napoléon obtient l'annulation de cette décision. Bernadotte est nommé à la place commandant en chef de toutes les forces françaises en Italie. Bernadotte est satisfait de cette promotion mais Napoléon intrigue une nouvelle fois auprès du ministre des Relations extérieures, Charles-Maurice de Talleyrand-Périgord, pour qu'il soit envoyé comme ambassadeur à Vienne.

### Ambassadeur à Vienne

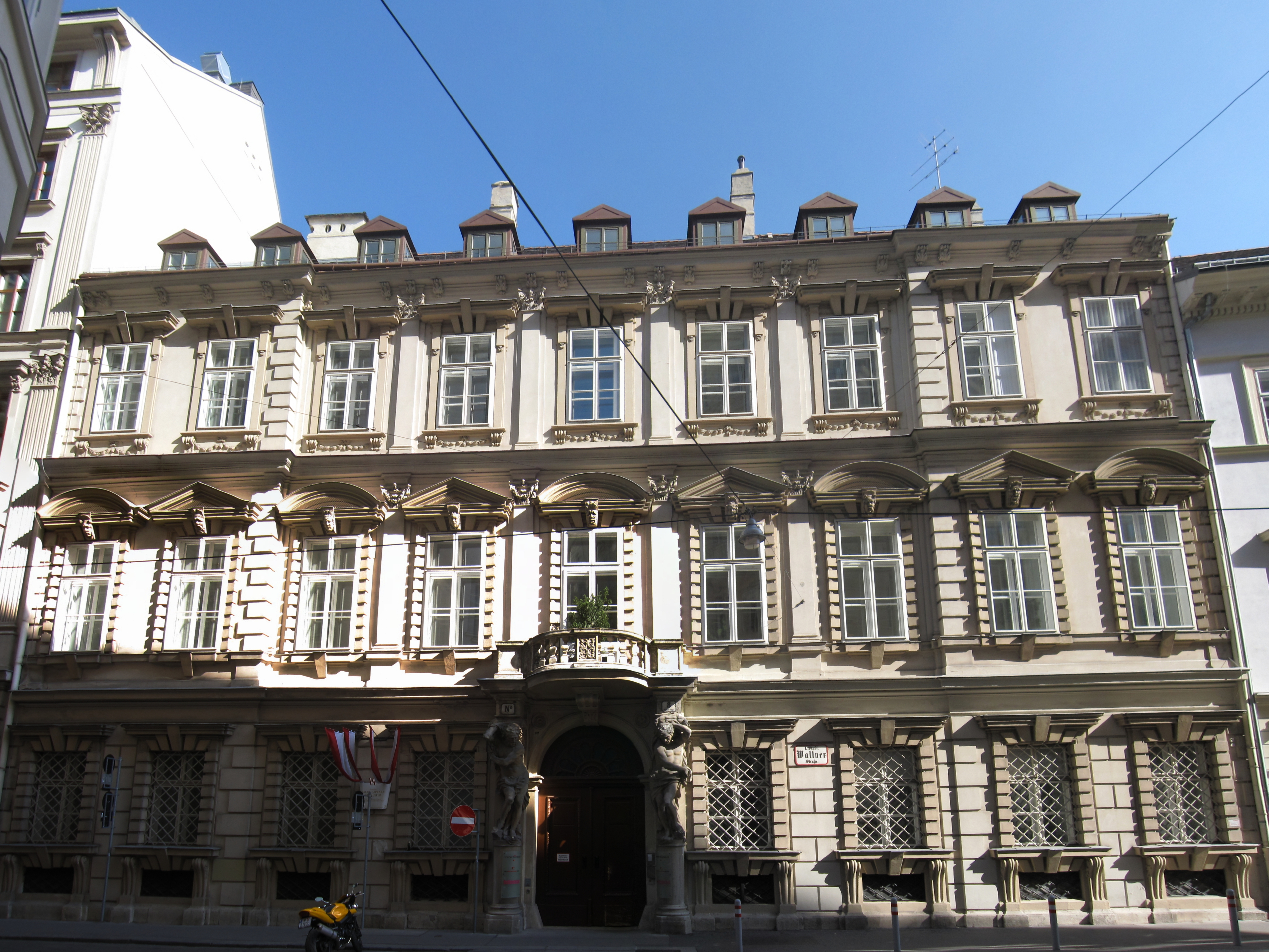
Le palais Caprara-Geymueller, où Bernadotte résida lors de son ambassade à Vienne en 1798.

Bernadotte est officiellement nommé ambassadeur en Autriche le 11 janvier 1798, à une époque cruciale pour la diplomatie française. La fonction en elle-même, qu'il juge très inférieure à ses ambitions, ne l'enthousiasme guère mais il était plus intéressé par le montant de sa rémunération, laquelle s'élevait à l'importante somme de 144 000 francs. Le choix de Bernadotte pour l'ambassade est accueilli avec stupéfaction en Autriche et de nombreuses lettres de protestation sont adressées à Talleyrand ; celles-ci demeurent néanmoins sans effet car le général était déjà parti pour Vienne. Bernadotte arrive dans la capitale autrichienne au mois de février et est logé dans le palais Caprara-Geymueller. Il présente ses lettres de créance à l'empereur François II le 2 mars et, contre toute attente, fait bonne impression à la cour impériale.
Une tâche considérable l'attendait pourtant : l'Autriche avait en effet été l'adversaire le plus acharné de la France révolutionnaire et son gouvernement considérait que la paix entre les deux États n'était pas faite pour durer. Du fait de ce climat tendu, Bernadotte était escorté par la police locale dans tous ses déplacements. Sa liberté de mouvement s'en trouve considérablement restreinte, même s'il effectue parfois des promenades à cheval dans Peter Park quand il ne se trouve pas à l'ambassade. Au cours de son séjour à Vienne, il s'entretient avec des royalistes français en exil et reçoit également la visite des compositeurs Johann Nepomuk Hummel et Ludwig van Beethoven,.
Alors que l'opinion publique autrichienne est majoritairement hostile à la France, la plupart des fonctionnaires de l'ambassade étaient des républicains fanatiques, ce qui ne laisse à Bernadotte qu'une faible marge de manœuvre. Il a même parmi ses collaborateurs un Polonais qui haïssait l'Autriche pour son rôle dans la partition de la Pologne. La presse locale véhicule la rumeur selon laquelle l'ambassadeur aurait interdit à ses employés d'arborer la cocarde tricolore pour éviter toute provocation. L'information parvient à la connaissance du Directoire et Talleyrand envoie à Bernadotte une missive qui est probablement interprétée comme une réprimande, à une période où tout manque de ferveur révolutionnaire est considéré comme suspect.
Bernadotte fait alors hisser le drapeau français devant l'ambassade le 13 avril 1798. La population viennoise en colère entoure rapidement le bâtiment et des fenêtres sont brisées. La situation s'aggrave lorsque Bernadotte sort du bâtiment et menace la foule avec son sabre. Plusieurs attelages sont mis en pièces, le drapeau français est brûlé et la multitude tente de prendre d'assaut l'édifice. Après cinq heures d'agitation, l'arrivée des troupes autrichiennes permet finalement le retour au calme.
Profondément déçu de l'attitude des Autrichiens, Bernadotte quitte Vienne deux jours plus tard. Son séjour dans la capitale autrichienne suscite de nombreuses réactions au sein de la Coalition, en particulier chez les Britanniques. Le chancelier impérial Thugut déclare que l'attitude de l'ambassadeur est de nature à rallumer la guerre, tandis que Bernadotte compare son ambassade en Autriche à un exil et argue qu'il avait reçu l'ordre de faire respecter les symboles de la République. L'une des conséquences indirectes de l'incident du drapeau est l'abandon du blocus de Cadix par la flotte britannique, laquelle fait voile vers la Méditerranée pour y livrer la bataille d'Aboukir au mois d'août.

### Activités politiques

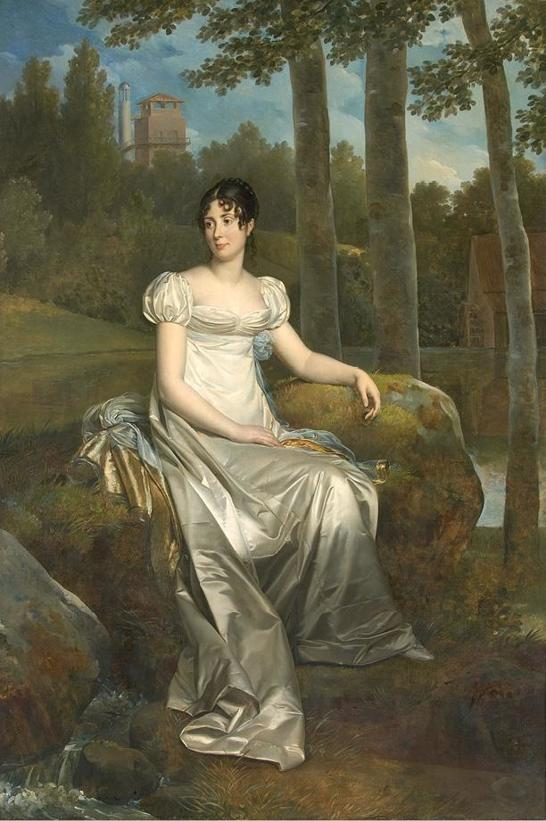
Désirée Clary, qui épousa Bernadotte en 1798. Huile sur toile de François Gérard, 1808, Palais royal de Stockholm.

De retour en France, Bernadotte se voit offrir le poste d'ambassadeur en République batave, mais il refuse au motif qu'il en avait assez de servir dans la diplomatie. Sans affectation, il décide de louer une maison de campagne à Sceaux pour s'y reposer et se consacre assidûment à la lecture. Il se rend parfois à Paris pour rendre visite à Joseph Bonaparte, le frère aîné de Napoléon, qu'il avait rencontré pendant la campagne d'Italie. Il entretient également des contacts avec les membres du Directoire qui siègent au palais du Luxembourg.
Par l'intermédiaire de Joseph et de sa femme Julie Clary, Bernadotte fait la connaissance de la sœur de cette dernière, Désirée Clary, fille d'un négociant de Marseille avec laquelle Napoléon avait eu une relation par le passé. Ils tombent amoureux et se marient le 17 août 1798. En plus de la dot substantielle apportée par Désirée, cette union est profitable à Bernadotte sur le plan politique. Le couple emménage d'abord dans la maison de Bernadotte à Sceaux mais, s'y jugeant trop à l'écart des cercles parisiens, les deux époux jettent finalement leur dévolu sur une résidence de la capitale située non loin de celle de Joseph et de Julie.
En octobre, Bernadotte prend le commandement d'une division à Giessen, à l'est du Rhin, où il fait preuve de respect à l'égard des populations civiles. Il s'intéresse également aux travaux de l'université locale qui lui décerne par la suite un doctorat honorifique, ce qui le flatte énormément. Ces traits de caractère peu communs pour un général de son temps lui valent d'être admiré et il manifeste toute sa vie un grand intérêt pour les questions scientifiques et artistiques.

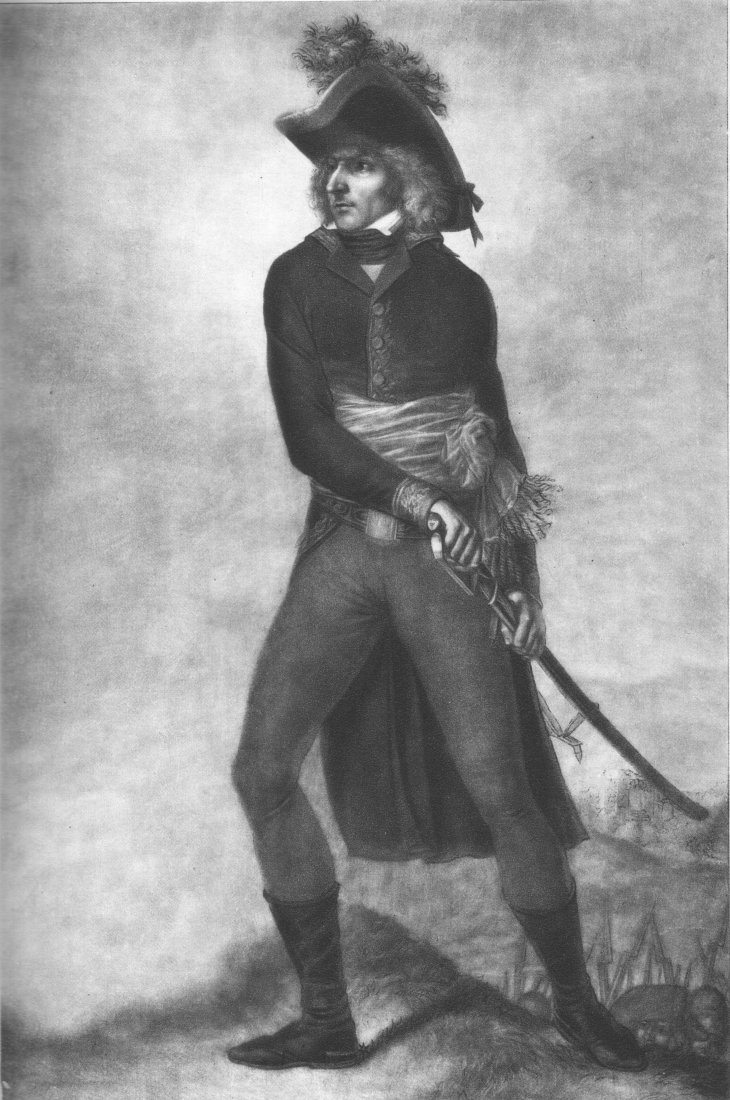
Le général Jean-Baptiste Bernadotte. Eau-forte de Pierre Michel Alix d'après un dessin d'Hilaire le Dru.

Il est rappelé à Paris en novembre 1798 pour prendre la tête de l'armée d'Italie. Un an plus tôt, Bernadotte aurait sans doute accepté le poste sans réfléchir, mais il préfère se montrer prudent pour cette fois : en effet, les moyens qui lui étaient attribués étaient insuffisants à ses yeux et il réclame 20 000 soldats supplémentaires,. Ses exigences déplurent au ministre de la Guerre Barthélemy Louis Joseph Schérer qui décide de prendre lui-même le commandement des troupes tandis que Bernadotte est renvoyé à Giessen.
Lorsque la guerre se rallume en mars 1799 entre la France et les pays membres de la Deuxième Coalition, les erreurs commises par le Directoire et l'état d'impréparation des troupes entraînent de nombreuses déconvenues sur le plan militaire. Bernadotte, en sous-effectif, assiège vainement la forteresse de Philippsbourg avant de tomber malade début avril. Après quelques semaines de convalescence en Allemagne, il rentre à Paris au mois de juin, à une époque où les rivalités politiques étaient exacerbées. L'un des principaux personnages du Directoire, Paul Barras, lui confie le commandement des troupes de la capitale. À la même période, il est pressé par ses aides de camp et Joseph Bonaparte de soutenir le coup d'État du 30 prairial (18 juin 1799) mais il choisit finalement de se tenir à l'écart des événements. Le 4 juillet, Désirée, enceinte depuis la fin de l'année précédente, donne naissance à leur fils unique, Joseph François Oscar Bernadotte.
En Italie, la campagne militaire de Schérer tourne au désastre et le clan Bonaparte suggère à l'un des directeurs, Sieyès, de confier à Bernadotte le ministère de la Guerre. Après une période d'hésitation, ce dernier accepte et prend ses fonctions le 2 juillet 1799. Ses nouvelles responsabilités font de lui, dans la pratique, le commandant en chef de toutes les armées françaises. Il œuvre à la réorganisation de l'armée, qui avait subi plusieurs défaites face aux armées de la Coalition, promeut de nouveaux généraux, envoie de la nourriture et des uniformes neufs sur le front pour remonter le moral des troupes et s'assure du paiement régulier de la solde, ce à quoi il avait été familiarisé du temps où il servait comme simple soldat. Il fait également publier dans les journaux des proclamations enthousiastes qui incitent bon nombre d'anciens soldats à reprendre du service. Il montre aussi un vif intérêt pour les services médicaux et s'efforce d'améliorer la qualité des soins en faisant effectuer des inspections fréquentes dans les hôpitaux militaires.
Bernadotte entretient avec les autres ministres des relations assez tendues, allant même jusqu'à menacer avec son sabre le ministre des Finances qui l'informait que l'argent manquait pour payer les fournisseurs de l'armée. Plusieurs de ses collègues sont cependant impressionnés par sa capacité à mémoriser les détails et par la rapidité avec laquelle il organise les renforts pour contrer le débarquement anglo-russe en République batave,. À la même époque, il se met à critiquer de plus en plus ouvertement la politique du Directoire dont l'impopularité est grandissante, et affiche une certaine proximité avec les jacobins. Sieyès, redoutant qu'il ne prépare un coup d'État, obtient sa démission du ministère le 14 septembre.

## Sous le Consulat

### Coup d'État du 18 Brumaire

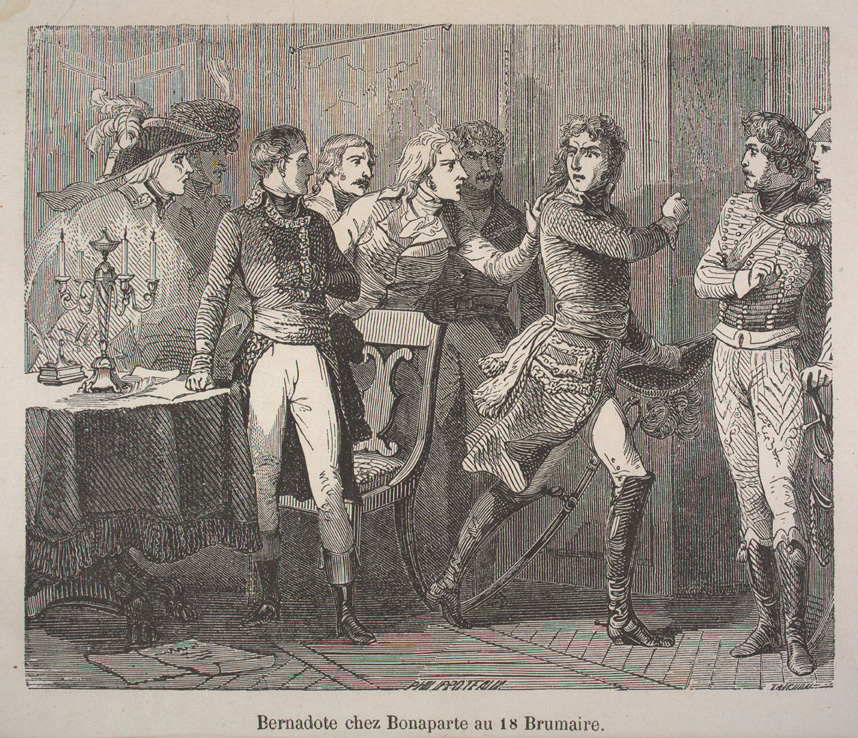
Bernadotte refusant de soutenir le coup d'État de Bonaparte le jour du. Illustration d'Henri Félix Emmanuel Philippoteaux.

Bonaparte revient d'Égypte en octobre 1799 et est accueilli avec enthousiasme sur le sol français. Bernadotte estime pour sa part que le comportement du général, qui avait transmis le commandement de son armée à Kléber dans des conditions mal établies, devait être sanctionné et il fait vainement pression sur Barras pour l'inciter à traduire Bonaparte en cour martiale. Dix jours après l'arrivée de ce dernier, cédant aux pressions de Joseph et de Désirée, il se rend au domicile de Napoléon, qu'il n'avait pas revu depuis la signature du traité de Campo-Formio, mais la réunion ne se passe pas très bien. Dans les jours qui suivent, les deux hommes se rencontrent plusieurs fois mais Bonaparte ne l'informe qu'au dernier moment de son projet de coup d'État. Lorsqu'il prend conscience de la situation, Bernadotte refuse catégoriquement de le soutenir, déclarant qu'il « préférerait être mis en pièces plutôt que de contribuer à asservir son pays ».
De fait, malgré des sollicitations tant de la part du Directoire que des conjurés, Bernadotte ne joue aucun rôle dans les événements qui se préparaient. Les 18 et 19 brumaire (8 et 9 novembre 1799), Bonaparte passe à l'action, jette à bas les institutions du Directoire et proclame le Consulat, lui-même s'octroyant le titre de Premier consul. Par crainte de représailles, Bernadotte cherche refuge, avec sa femme et son fils, auprès du général Jean Sarrazin,. Le coup d'État du 18 Brumaire met fin à sa carrière politique en France, les rênes du pouvoir passant dès lors quasi exclusivement entre les mains de Napoléon.
Après son accession au pouvoir, le nouveau chef de l'État s'efforce de rester en bons termes avec les élites politiques du pays ; dans ce contexte, les compétences militaires et administratives de Bernadotte trouvent à s'exprimer. Le 24 janvier 1800, il est nommé conseiller d'État à la section de la guerre, puis désigné le 18 avril suivant au poste de commandant en chef de l'armée de l'Ouest en Vendée. Napoléon avait songé au départ lui confier le commandement nominal de l'armée destinée à combattre en Italie, mais Bernadotte pensait qu'une affectation à l'armée de l'Ouest lui apporterait davantage de gloire ; en effet, une rumeur circulait selon laquelle des troupes britanniques se préparaient à débarquer en Bretagne. Napoléon quitte Paris au mois de mai pour affronter les Autrichiens en Italie tandis que Bernadotte se rend à Rennes pour s'opposer à une éventuelle incursion anglaise. Sa mission est toutefois largement en deçà de ses espérances : les Britanniques sont facilement repoussés et le quotidien des troupes se résume à la lutte contre les insurgés royalistes de Cadoudal.

### À l'armée de l'Ouest
Bernadotte conserve le commandement de l'armée de l'Ouest jusqu'en 1802, mais effectue de fréquents séjours à Paris où il fait toujours partie du Conseil d'État. À la même époque, plusieurs complots dirigés contre Napoléon sont découverts mais Bernadotte n'est impliqué de près ou de loin dans aucun d'eux. Bien que lavé de tout soupçon, ses relations avec le Premier consul sont toujours tendues. Il vend sa résidence parisienne le 30 octobre 1800 et fait l'acquisition du château de la Grange à Savigny-le-Temple, au sud-est de la capitale. Alors que Désirée préfère la plupart du temps rester à Paris en compagnie de sa mère ou de sa sœur, Bernadotte passe le plus clair de son temps dans sa maison de campagne lorsqu'il est en France.

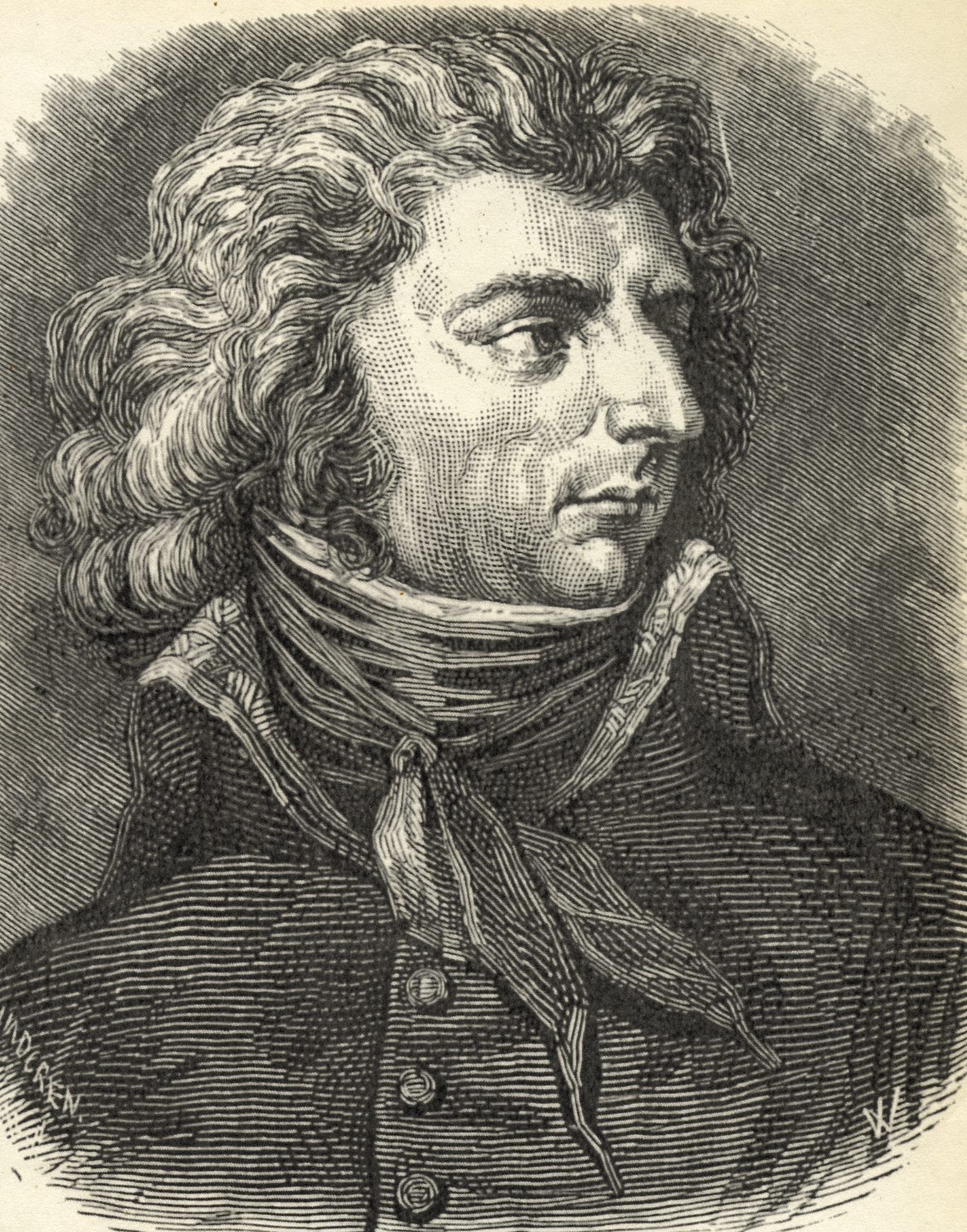
Le général Bernadotte durant la période révolutionnaire.

La guerre contre la Deuxième Coalition reprend au mois de novembre 1800 et Bernadotte espère obtenir un commandement à l'étranger. La victoire du général Moreau à la bataille de Hohenlinden le 3 décembre précipite cependant la signature du traité de Lunéville qui met fin aux hostilités. Bernadotte regagne son poste à l'armée de l'Ouest en mai 1801 pour se préparer à commander une division dans un projet de débarquement au Royaume-Uni, mais l'expédition est annulée en raison des préliminaires de paix avec Londres. Bernadotte est alors chargé de licencier l'armée de l'Ouest et se voit proposer successivement le poste d'ambassadeur à Constantinople et la lieutenance-générale de la Guadeloupe, qu'il refuse tous les deux. Il n'obtient finalement aucune fonction d'envergure et, selon les mots de son biographe Plunket Barton, Bernadotte termine l'année « déçu et mécontent ».
Durant le printemps 1802, le général séjourne à la campagne mais se rend régulièrement à Paris. La période est marquée par une grande agitation politique et la loyauté de Bernadotte apparait suspecte aux yeux de Napoléon et de ses partisans. Comme d'autres officiers, ses déplacements sont étroitement surveillés par la police secrète. Plusieurs hauts responsables militaires et politiques pensent même que Bernadotte est prêt à user de moyens constitutionnels pour renverser le Premier consul. La même année, son nom est associé au complot des libelles organisé à Rennes, lors duquel des pamphlets hostiles à Napoléon sont distribués à l'armée. La participation de Bernadotte à cette conspiration n'a jamais été prouvée, mais le chef de l'État s'emporte contre le général et va jusqu'à déclarer qu'il devrait le faire fusiller. Bernadotte se retire à Plombières où il vécut un temps en disgrâce, malgré l'intercession du général Rapp en sa faveur auprès du Premier consul. Ce dernier, soucieux d'éloigner un potentiel rival, lui propose à la fin de l'année 1802 le gouvernement de la Louisiane. Bernadotte se montre intéressé par l'offre. Il consulte le marquis de La Fayette, héros de la guerre d'indépendance américaine, et demande à être accompagné de 3 000 soldats et d'autant de laboureurs, ce que Napoléon refuse.
Les tensions entre les deux hommes atteignent leur paroxysme au mois de décembre lorsque Talleyrand approche Bernadotte pour lui proposer le poste d'ambassadeur aux États-Unis. Sa nomination est officiellement annoncée le 21 janvier 1803, avec ordre de quitter la France dans les plus brefs délais, mais Bernadotte diffère son départ. Furieux, Napoléon transmet le 1er avril une nouvelle missive au général pour le sommer de s'en aller sur-le-champ, mais il faut attendre le mois de mai pour que Bernadotte, accompagné de Désirée, se rende à La Rochelle afin de s'embarquer sur un navire à destination du continent américain. C'est alors que la nouvelle de la rupture de la paix d'Amiens et la reprise des hostilités entre la France et l'Angleterre lui parvient. Il écrit aussitôt à Napoléon pour l'informer que, dans ces circonstances, il renonce à sa mission diplomatique et qu'il met son épée à la disposition du gouvernement.
Bernadotte reste néanmoins sans affectation et séjourne la plus grande partie de l'année 1803 sur ses terres de la Grange. Napoléon lui reproche en effet le manque d'enthousiasme qu'il avait manifesté à l'idée d'être ambassadeur à Washington. Dans les premiers mois de 1804, il se rapproche du cercle des généraux hostiles au pouvoir en place, mais contrairement à certains d'entre eux, comme Moreau, Bernadotte considère qu'il n'était plus possible de préserver la République et que mieux valait en conséquence se rallier à Napoléon que de courir le risque d'une restauration monarchique. Le Premier consul, que Désirée tenait informé de l'état d'esprit de son mari, sentit que le moment d'un rapprochement était venu. Début mai, Bernadotte est très surpris d'apprendre qu'il était convié à une entrevue avec le chef de l'État. Au cours de cet entretien, en dépit des rancunes et des suspicions passées, les deux hommes s'entendent pour coopérer l'un avec l'autre et Bernadotte promet sa loyauté au futur régime impérial que Napoléon se préparait à instaurer. Le 14 mai, il est nommé gouverneur du Hanovre, nomination qui précède de quatre jours seulement l'instauration de l'Empire et la proclamation de Napoléon comme empereur des Français. Le 19 mai, Bernadotte est élevé, avec dix-sept autres généraux, à la dignité de maréchal d'Empire, la plus haute distinction militaire du pays.

## Maréchal de l'Empire

### Gouverneur du Hanovre
Bernadotte arriva à Hanovre le 17 juin et y fut bien accueilli, sa réputation comme général et administrateur sur le Rhin l'ayant précédé. En l'espace de quelques semaines seulement, il démontra clairement au gouvernement local et à l'université de Göttingen que sa direction serait plus juste que celle de ses prédécesseurs,. Sa popularité s'explique aussi par le comportement de nombre de ses collègues, prêts à s'enrichir par tous les moyens sur les territoires occupés. Les honneurs venus de France ne furent pas en reste puisqu'il fut fait grand-officier de la Légion d'honneur le 12 juillet 1804 et grand-aigle de l'ordre le 2 février 1805.
En ce début de XIXe siècle, le Hanovre était un électorat dont le souverain n'était autre que le roi George III du Royaume-Uni. Les Britanniques envoyèrent sur place Sir George Rumbold, un diplomate venu de Hambourg. Le ministre de la Police Joseph Fouché ordonna à Bernadotte d'arrêter Rumbold car celui-ci était soupçonné d'être un espion à la solde des ennemis. Rumbold fut appréhendé sans grande difficulté, mais cet événement provoqua une forte agitation et le diplomate fut relâché à l'initiative des Prussiens. La propagande britannique se déchaîna contre Bernadotte tout en reconnaissant que Rumbold avait été bien traité durant sa captivité.
Le maréchal rentra à Paris au mois de décembre pour assister au couronnement de Napoléon. Lors de la cérémonie du sacre, il porta le collier de l'Empereur. La réconciliation entre les deux hommes eut des répercussions importantes sur la situation matérielle du couple Bernadotte, qui bénéficia d'un traitement plus élevé et se vit attribuer une nouvelle résidence dans la capitale. À la mi-février 1805, Bernadotte regagna le Hanovre et, au printemps, fit importer des céréales pour atténuer la pénurie locale de nourriture. Désirée lui rendit visite au début de l'été et profita beaucoup des lieux, mais son séjour fut assez bref. Ce fut également la même année qu'un ami d'enfance de Bernadotte, Louis Marie de Camps, se fit adjoindre à son service comme secrétaire particulier et devint son confident jusqu'à la fin de sa vie. Le passage de Bernadotte à Hanovre fut une étape importante dans la carrière du maréchal, dans la mesure où il put pour la première fois gérer une entité administrative de grande taille de façon relativement autonome.

### Première campagne impériale: Austerlitz

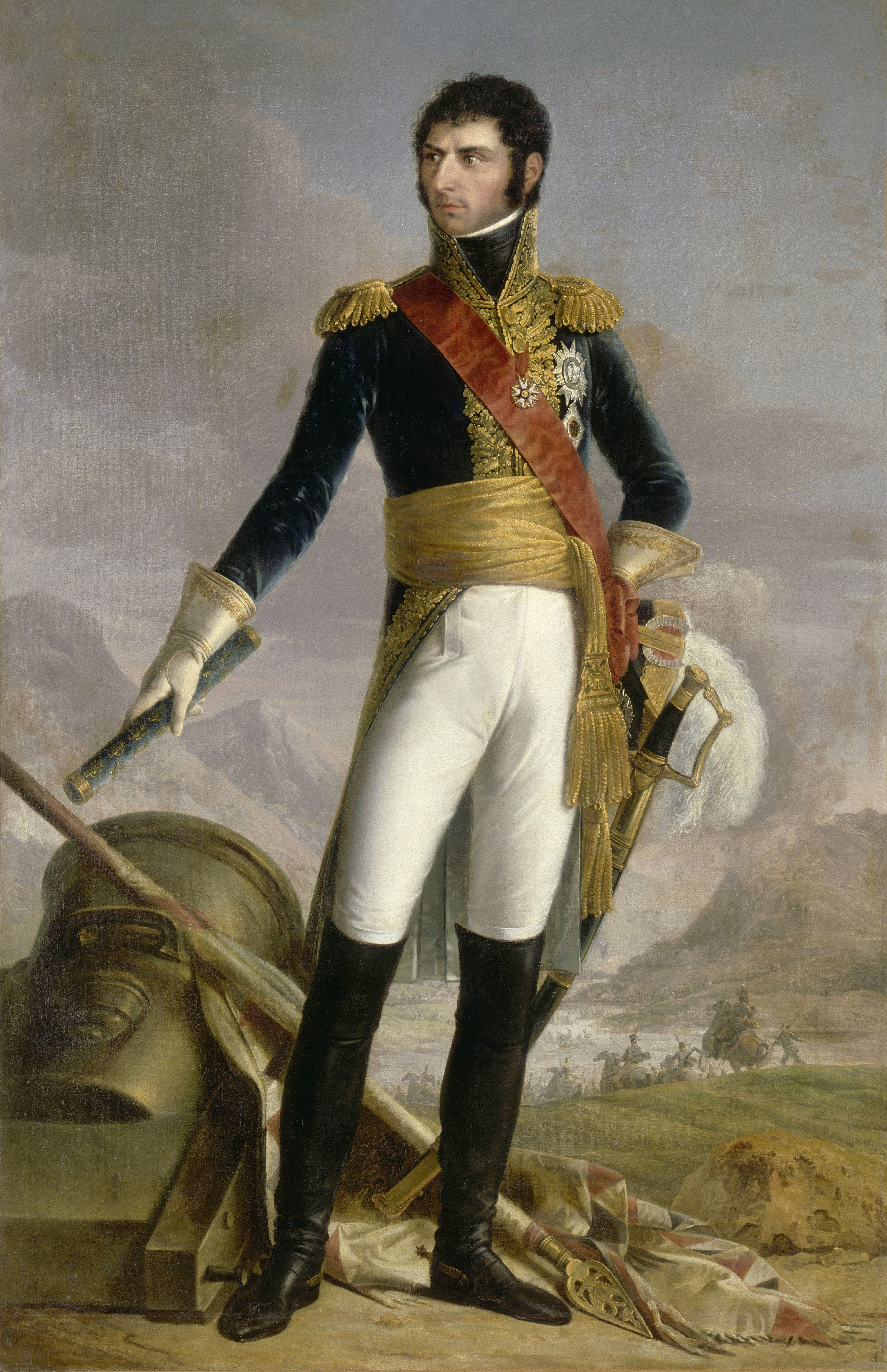
Jean-Baptiste-Jules Bernadotte, prince de Ponte-Corvo, roi de Suède, maréchal d'Empire (1763-1844), Joseph Nicolas Jouy (1809 – 1880), musée de l'Histoire de France, Versailles.

Abandonnant ses projets d'invasion du Royaume-Uni en août 1805, Napoléon envoya sa Grande Armée vers l'est pour combattre l'Autriche et la Russie. Le 29 août 1805, Bernadotte reçut l'ordre d'emmener 15 000 soldats de Hanovre à Wurtzbourg. Sa mission était de soutenir le corps principal de l'armée bavaroise, allié à la France et dont l'effectif se montait à environ 20 000 hommes. L'ensemble de ces forces devait être réuni sous son commandement pour former le Ier corps de la Grande Armée. Au cours de la manœuvre d'Ulm, qui permit à Napoléon d'anéantir la principale armée autrichienne, les soldats de Bernadotte étaient positionnés sur le flanc gauche pour empêcher une éventuelle retraite des Autrichiens commandés par le général Mack.
Le corps de Bernadotte conserva une bonne discipline même s'il dut parcourir 350 km en dix jours. Après leur arrivée à Wurtzbourg, les soldats français du Ier corps traversèrent Anspach, Eichstätt et Ingolstadt. Le territoire d'Anspach faisait partie de la Prusse, un pays neutre à cette époque, et Bernadotte fit de son mieux pour que cette violation de la souveraineté prussienne ne soit pas ressentie trop durement par la population locale. Le maréchal arriva à Munich, capitale de la Bavière, le 12 octobre 1805, ramassa 1 500 prisonniers et prit ses dispositions en cas d'attaque du général russe Mikhaïl Koutouzov,.
Après le succès remporté par les Français à Ulm, les troupes de Bernadotte reçurent l'ordre de marcher à la rencontre de Koutouzov le 26 octobre. Le Ier corps fit son entrée dans Salzbourg en Autriche le 30 octobre 1805, fit route en direction de Melk et, de là, prit pied sur l'autre rive du Danube pour y croiser le fer avec les Russes. Cependant, la traversée du fleuve ne fut pas aussi rapide que Napoléon l'aurait souhaité et l'armée de Koutouzov put s'échapper. L'Empereur, furieux, écrivit à son frère Joseph : « il [Bernadotte] m'a fait perdre un jour, et d'un jour dépend le destin du monde ».
Une fois le Danube franchi, le corps de Bernadotte se dirigea au nord et se trouvait dans la ville de Jihlava lorsqu'il devint évident que la bataille décisive allait avoir lieu en Moravie. Le 29 novembre 1805, les éléments français de son corps d'armée attaquèrent le village d'Austerlitz, l'idée de Napoléon étant d'inciter l'ennemi à tomber sur ce qu'il ne pensait être qu'un petit contingent français. Le plan fonctionna parfaitement et les forces austro-russes convergèrent vers la localité, où les attendait la Grande Armée sous le commandement suprême de Napoléon. Lors de la bataille d'Austerlitz le 2 décembre 1805, le Ier corps de Bernadotte, déployé au centre du dispositif français, prit une part active à la prise du plateau de Pratzen en soutenant le flanc gauche de la division Vandamme. Son chef se vit cependant reprocher le mouvement rétrograde d'une de ses divisions qui, après avoir chargé l'infanterie de la Garde russe, reprit sa position initiale, manquant par là même une occasion de couper la retraite à l'aile gauche de l'armée austro-russe. Cela n'empêcha pas Napoléon, satisfait de la contribution de Bernadotte et de ses troupes à la victoire, de nommer le maréchal au poste de gouverneur d'Anspach après la signature du traité de Presbourg.
À Anspach, Bernadotte se fit de nouveau remarquer comme un administrateur intègre et compétent. Alors que Napoléon commençait à attribuer des titres et des terres à ses lieutenants en récompense de leur service, beaucoup s'attendaient à ce que Bernadotte devînt duc d'Anspach. Le 5 juin 1806, ce dernier devint finalement prince-duc de Pontecorvo, du nom d'une bourgade italienne érigée en duché. Cet honneur, dont Bernadotte fut l'un des tout premiers maréchaux à bénéficier, suscita la jalousie d'un grand nombre de maréchaux et de généraux français.

### Campagne de Prusse et de Pologne

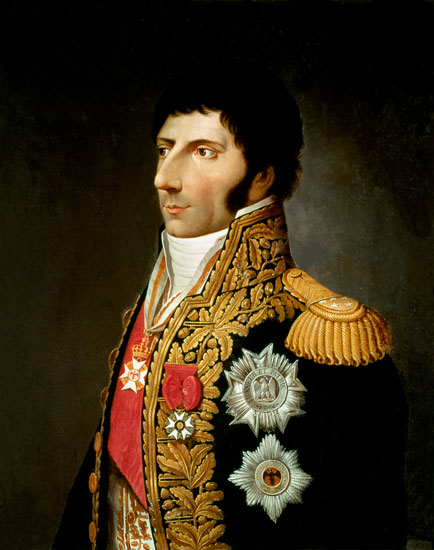
Le maréchal Jean-Baptiste Bernadotte. Huile sur toile de Johann Jacob de Lose.

La guerre se ralluma à l'automne 1806, cette fois-ci contre la Prusse. Lors de cette campagne, Bernadotte reprit le commandement du Ier corps, avec pour objectif de pousser vers Nuremberg avec ses 21 000 hommes et, de là, marcher en tête de l'armée vers Leipzig, l'électorat de Saxe — allié aux Prussiens — et enfin Berlin. À la mi-octobre, Napoléon modifia ses plans alors que le Ier corps, qui s'était mis en marche bien avant le reste des forces françaises, avait déjà parcouru plus de 120 km sur des chemins accidentés et coupant à travers bois, ce qui fit que Bernadotte n'était pas idéalement placé à la veille de l'affrontement avec les Prussiens. Les ordres peu clairs transmis à Bernadotte par le chef d'état-major de l'Empereur, le maréchal Berthier, et les relations exécrables entretenues par le commandant en chef du Ier corps avec le maréchal Davout, qui opérait à proximité, n'étaient pas de nature à arranger la situation,. Le 9 octobre, le Ier corps remporta un modeste succès sur les forces prussiennes du général Tauentzien à Schleiz.
Le choc principal entre les armées prussienne et française eut lieu le 14 octobre. Pendant que Napoléon livrait bataille à Iéna, le IIIe corps de Davout se heurta au gros des troupes prussiennes à proximité du village d'Auerstaedt. Bien qu'informé de la situation de son camarade qui se trouvait confronté à des forces largement supérieures aux siennes, Bernadotte ne fit rien pour lui venir en aide, ce qui n'empêcha pas les Français de remporter une victoire éclatante sur leurs adversaires. L'Empereur était furieux contre Bernadotte et fut à deux doigts de le traduire en cour martiale, avant de se raviser en pensant aux réactions que cela entraînerait chez Joseph, Julie et Désirée. Les efforts accomplis par le maréchal pour se racheter dans les jours suivants adoucirent sa position. Pour l'historien Torvald Höjer, l'inaction de Bernadotte lors de cette phase cruciale de la campagne fut en grande partie imputable à Napoléon dont la gestion très centralisée des opérations privait ses maréchaux de toute vision stratégique d'ensemble. Franck Favier écrit pour sa part : 

« Napoléon transforma Bernadotte en bouc-émissaire, alors que les ordres que celui-ci avait reçus étaient ambigus. […] On peut lui reprocher [à Bernadotte] son manque d'instinct dans la bataille, mais apparemment pas un manquement aux ordres. »

Après Iéna et Auerstaedt, Bernadotte se lança à la poursuite des Prussiens qu'il battit trois jours plus tard au combat de Halle. En une semaine, ses troupes parcoururent 150 km à travers les plaines du nord de l'Allemagne : le 22 octobre, le Ier corps franchit l'Elbe, s'empara du Brandebourg le 25 et remporta la bataille de Lübeck le 6 novembre, forçant le général Gebhard von Blücher à capituler. La prise de la ville fit l'objet de débordements de la part des soldats français, mais Bernadotte parvint à restaurer la discipline en promettant la peine de mort à quiconque se livrerait au pillage. Le Sénat de Lübeck le remercia officiellement peu après pour son attitude juste et ferme durant l'occupation.
Bernadotte entra pour la première fois en contact avec les troupes suédoises le 6 novembre 1806. Ce jour-là, en franchissant la rivière Trave, il tomba par surprise sur un petit contingent suédois d'environ 1 000 hommes qui avait quitté Lauenburg et tentait de regagner son pays. Les prisonniers furent bien traités et renvoyés en Suède sur ordre du maréchal. Le lieutenant et comte Gustaf Fredrik Mörner (oncle du baron Karl Otto Mörner, lequel fit indirectement accéder Bernadotte au trône), commandant des Suédois, fut reçu en personne par Bernadotte qui était très curieux d'en savoir plus sur le pays scandinave. Les Suédois furent impressionnés par le comportement des Français à leur égard et, tout comme les habitants de Lübeck, témoignèrent à Bernadotte leur satisfaction d'avoir été bien traités.
Malgré la défaite de la Prusse, la Russie était toujours en guerre avec la France et Bernadotte quitta Lübeck avec son Ier corps pour rejoindre Toruń dans les plus brefs délais. En dépit des fortes chutes de neige, ses troupes parcoururent 200 km en seulement 35 heures. Napoléon, déjà présent à Toruń, confia la direction de l'aile gauche de la Grande Armée aux maréchaux Ney et Bernadotte. Les deux mois qui s'ensuivirent furent marqués, pour les forces de Bernadotte, par des affrontements avec l'armée russe du général Bennigsen, dans une région que le maréchal qualifiait dans une lettre à Joseph comme « la pire du monde ».
Le Ier corps se distingua en décembre 1806 dans les combats pour le contrôle de la route reliant Toruń à Grodno ; toutefois le ravitaillement était insuffisant et Bernadotte obtint de Napoléon l'autorisation de prendre ses quartiers d'hiver. Pendant ce temps, les troupes de Bennigsen continuaient de se battre et lancèrent une attaque surprise contre Ostróda, mais Bernadotte réagit rapidement et, le 25 janvier 1807, défit le général Markov à la bataille de Mohrungen. À la fin du mois de janvier, Napoléon essaya d'attirer Bennigsen dans un piège, mais l'interception de courriers français permit au commandant en chef de l'armée russe d'éventer la manœuvre. L'Empereur décida finalement de marcher sur Königsberg, au nord-est. Le Ier corps ne reçut ses ordres qu'avec une semaine de retard et ne put pour cette raison participer à la bataille d'Eylau. Le maréchal accusa par la suite Napoléon d'avoir délibérément empêché ses troupes de prendre part au combat. S'étant rendu compte de la méprise commise par Berthier dans la transmission des ordres, Napoléon écrivit à Bernadotte pour complimenter le dévouement de ses soldats et les deux hommes discutèrent respectueusement de la situation.

### Gouverneur de Hambourg
En mars 1807, Bernadotte s'installa au château de Schlobitten où il reçut la visite inattendue de Désirée, qui avait parcouru 1 300 km en plein hiver et sur des routes en mauvais état pour venir le rejoindre. Bennigsen ayant de nouveau attaqué le Ier corps à Elbing, Bernadotte se porta sur Spanden où il repoussa le 4 juin plusieurs assauts des Russes. Le lendemain, alors qu'il encourageait ses soldats occupés à défendre un pont, une balle lui érafla le cou et le blessa grièvement. Il fut transporté à la forteresse de Marienbourg où il effectua sa convalescence sous la surveillance de Désirée. En raison de sa blessure, il ne put participer à la bataille de Friedland qui mit fin à la campagne mais il fut suffisamment rétabli pour assister aux cérémonies organisées pour la paix de Tilsit en juillet 1807.

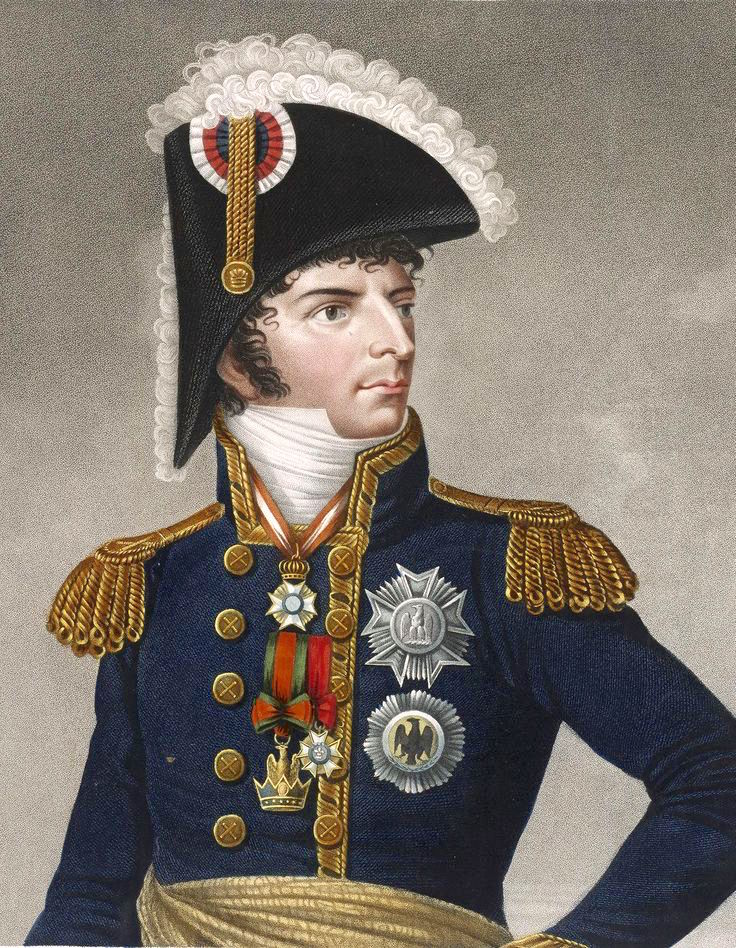
Le maréchal Jean-Baptiste Bernadotte. Lithographie par Gregorius et Ruotte.

Peu de temps après, il fut nommé gouverneur des villes hanséatiques — Hambourg, Brême et Lübeck —, avec quartier général à Hambourg. Napoléon voulait faire appliquer le Blocus continental en Allemagne du Nord afin d'interrompre toute relation commerciale entre cette région et la Grande-Bretagne et favoriser au contraire les échanges avec la France. Bernadotte reçut l'ordre d'empêcher les Britanniques de s'implanter au Danemark et de se préparer à envahir la Suède, cette dernière ayant reçu des subsides supplémentaires de la part du Royaume-Uni. Le maréchal se rendit très vite compte que l'application rigoureuse du blocus entraînerait des conséquences financières catastrophiques pour les villes relevant de son autorité, et il fit preuve d'une certaine souplesse en matière commerciale, ce dont les habitants lui furent reconnaissants. Le Danemark était une question tout aussi sensible, l'attaque britannique contre Copenhague ayant eu lieu un mois seulement après l'arrivée de Bernadotte à Hambourg. Ce dernier n'avait ni troupes ni plan pour aider les Danois, mais il reçut au mois d'octobre le renfort de contingents hollandais du Jutland et espagnols de Fionie.
Dans les premiers jours de février 1808, Bernadotte pénétra au Danemark avec une armée composée d'unités françaises, hollandaises, danoises et espagnoles pour envahir la province suédoise de Scanie. Napoléon avait promis son soutien au tsar Alexandre Ier dans la guerre de Finlande qui opposait la Russie à la Suède, mais l'empereur français n'avait aucun intérêt à faciliter la victoire de son nouvel allié. De son côté, Bernadotte fit savoir à Berthier qu'il estimait possible de franchir l'Öresund, d'occuper le sud de la Suède et « peut-être même d'atteindre Stockholm ». Il émit toutefois des réserves sur la loyauté des troupes espagnoles et pensait qu'il serait difficile d'occuper tout le pays.
Bernadotte, qui avait suivi de près la situation en Suède durant son séjour à Hambourg, informa Napoléon qu'il existait au sein de la noblesse suédoise un parti francophile mais résolument opposé au Danemark. Le maréchal en concluait qu'une ingérence française dans les affaires scandinaves au profit de Copenhague serait une grave erreur. Alors qu'il opérait au Danemark, il résida quelques jours à Odense où Désirée le rejoignit avec son fils Oscar au mois de mars. Son épouse, trouvant la ville trop ennuyeuse, écourta sa venue mais elle retrouva son mari lorsque celui-ci fut de retour à Hambourg à l'automne et resta avec lui tout l'hiver.
En août 1808, à l'annonce du soulèvement de l'Espagne contre les Français, 9 000 soldats espagnols de l'armée de Bernadotte, sous les ordres du marquis de La Romana, réussirent à embarquer à bord de navires britanniques pour se joindre à la lutte dans leur pays natal, au nez et à la barbe de leurs anciens alliés. Napoléon ne tint pas rigueur à Bernadotte de cet incident. Peu après, il fut même approché comme candidat potentiel pour le trône d'Espagne et le commandement en chef des armées françaises dans cette région, mais le projet n'eut pas de suite. Le maréchal tomba malade en février 1809 et dut s'aliter sur l'insistance de sa femme. À la même époque, en prévision d'un nouveau conflit imminent avec l'Autriche, il reçut l'ordre de marcher sur le Hanovre avec la division du général Dupas et, de là, de se porter rapidement sur Dresde pour y prendre la tête de l'armée saxonne,. Le fait d'être relégué une nouvelle fois au commandement de troupes étrangères n'enchanta guère Bernadotte, qui avait eu par le passé des déboires avec des unités allemandes placées sous ses ordres,.

### Wagram et Anvers

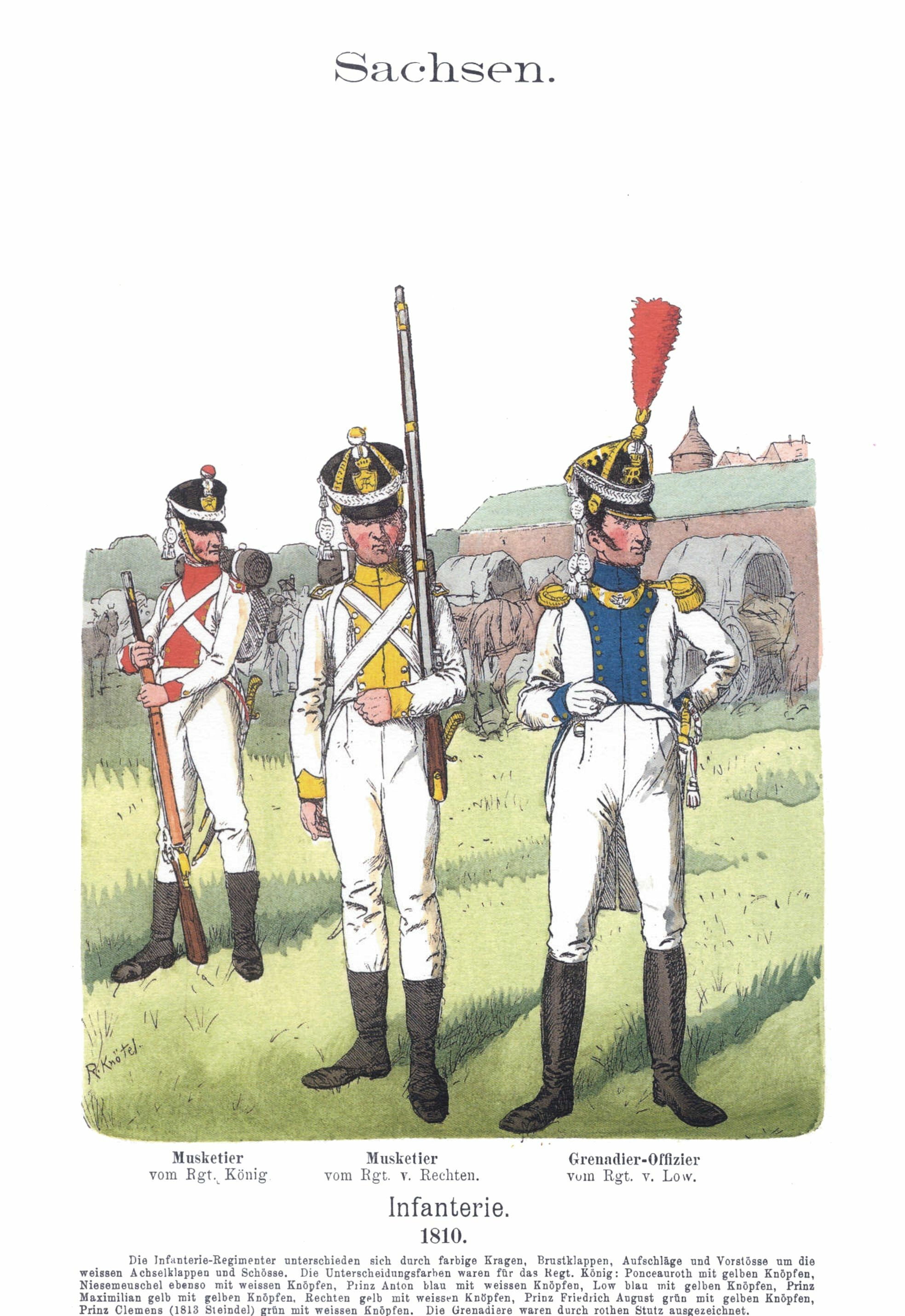
Officier et soldats de l'infanterie saxonne, par Richard Knötel.

Les divisions saxonnes de l'armée de Bernadotte quittèrent Dresde le 16 avril. Suivant les ordres changeants de Berthier, elles firent route vers Linz où elles remportèrent sur les Autrichiens, le 17 mai, la bataille de Linz-Urfahr conjointement avec les troupes wurtembergeoises du général Vandamme. Après s'être reposé quelques semaines à Linz, Bernadotte se mit en marche vers Sankt Pölten. Ses plaintes au sujet du comportement des soldats allemands furent en partie entendues et il reçut le renfort d'une division française commandée par le général Dupas. Il fut convié peu après par Napoléon au château de Schönbrunn où il résida pendant un temps.
À son arrivée à Vienne, le corps d'armée de Bernadotte traversa le Danube sur un pont flottant et fut chargé d'occuper le petit village d'Aderklaa lors de la bataille de Wagram. Dans la soirée du 5 juillet, au moment de la confrontation avec les forces autrichiennes, les unités saxonnes, inexpérimentées, furent contraintes de céder du terrain sous les coups de boutoir de l'adversaire. Le maréchal voulut engager la division de réserve de Dupas mais cette dernière avait été affectée ailleurs et n'était donc pas disponible. De nouvelles attaques frontales furent menées qui se soldèrent par de lourdes pertes sans grand résultat. Se croyant menacé sur son flanc, Bernadotte ordonna l'évacuation d'Aderklaa dans la nuit sans en informer Napoléon. À l'aube, voyant les troupes autrichiennes prendre position autour du village, il les fit canonner par 26 pièces d'artillerie, mais les Autrichiens ripostèrent avec leurs propres canons et, en l'espace de trois heures, une quinzaine de bouches à feu furent démontées du côté français. Les Saxons commencèrent même à se débander, ce qui mit en péril l'aile gauche du dispositif napoléonien.
La bataille de Wagram s'acheva en définitive sur une victoire décisive de Napoléon, mais les forces saxonnes avaient payé un lourd tribut, avec plus d'un tiers de leur effectif tué ou blessé. Dans les jours qui suivirent, Bernadotte tenta vainement d'améliorer la qualité des soins dispensés à ses soldats. L'Empereur, qui de son côté n'avait pas été satisfait de la conduite des Saxons, ne fit aucune mention du maréchal ou de ses troupes dans son rapport final sur la bataille. Le maréchal vécut cela comme une injustice et, dès le lendemain, publia un ordre du jour reproduit dans les gazettes allemandes qui attribuait à ses soldats le mérite de la victoire. Napoléon, ulcéré par ce geste, rédigea un communiqué à l'intention de ses ministres et de ses maréchaux pour indiquer qu'il ne fallait tenir aucun compte des propos de Bernadotte. Le IXe corps fut dissous dans la foulée, même si cette décision résultait de facteurs stratégiques et non d'une volonté de punir son chef. Le prince de Pontecorvo fut renvoyé en France une semaine plus tard, officiellement pour raisons de santé,.
Bernadotte rentra dans ses foyers le 25 juillet et y retrouva Désirée et Oscar. Trois jours plus tard, les Britanniques débarquèrent sur l'île de Walcheren aux Pays-Bas, dans l'intention de capturer Anvers. Devant l'urgence de la situation, Napoléon se résigna le 12 août à confier à Bernadotte et à son ministre Fouché la défense de l'Empire en cas d'invasion. Le 15 août, le maréchal arriva à Anvers où régnait la confusion la plus totale et prit rapidement des dispositions pour mettre la cité en état de défense. Le corps expéditionnaire britannique, ravagé par la maladie, finit cependant par rembarquer et la campagne prit fin sans autre événement marquant.
Quelques jours après son arrivée à Anvers, Bernadotte avait publié une proclamation dans laquelle il encourageait ses troupes à faire preuve de courage et de patriotisme. Apprenant cela, Napoléon commença à suspecter le maréchal de fomenter une conspiration contre lui et le convoqua à Vienne. Bernadotte parcourut 1 250 km en neuf jours et arriva le 9 octobre au château de Schönbrunn. L'accueil de l'Empereur fut courtois et amical et Bernadotte parvint à clarifier la situation. Napoléon souhaitait néanmoins le tenir éloigné de Paris et lui offrit le poste de gouverneur général de Rome. Le maréchal n'était pas hostile à l'idée mais sollicita un congé afin de pouvoir se reposer. Huit mois plus tard, il était cependant toujours sans fonction officielle et en disgrâce auprès de l'Empereur.

## Prince héritier de Suède

### Désignation

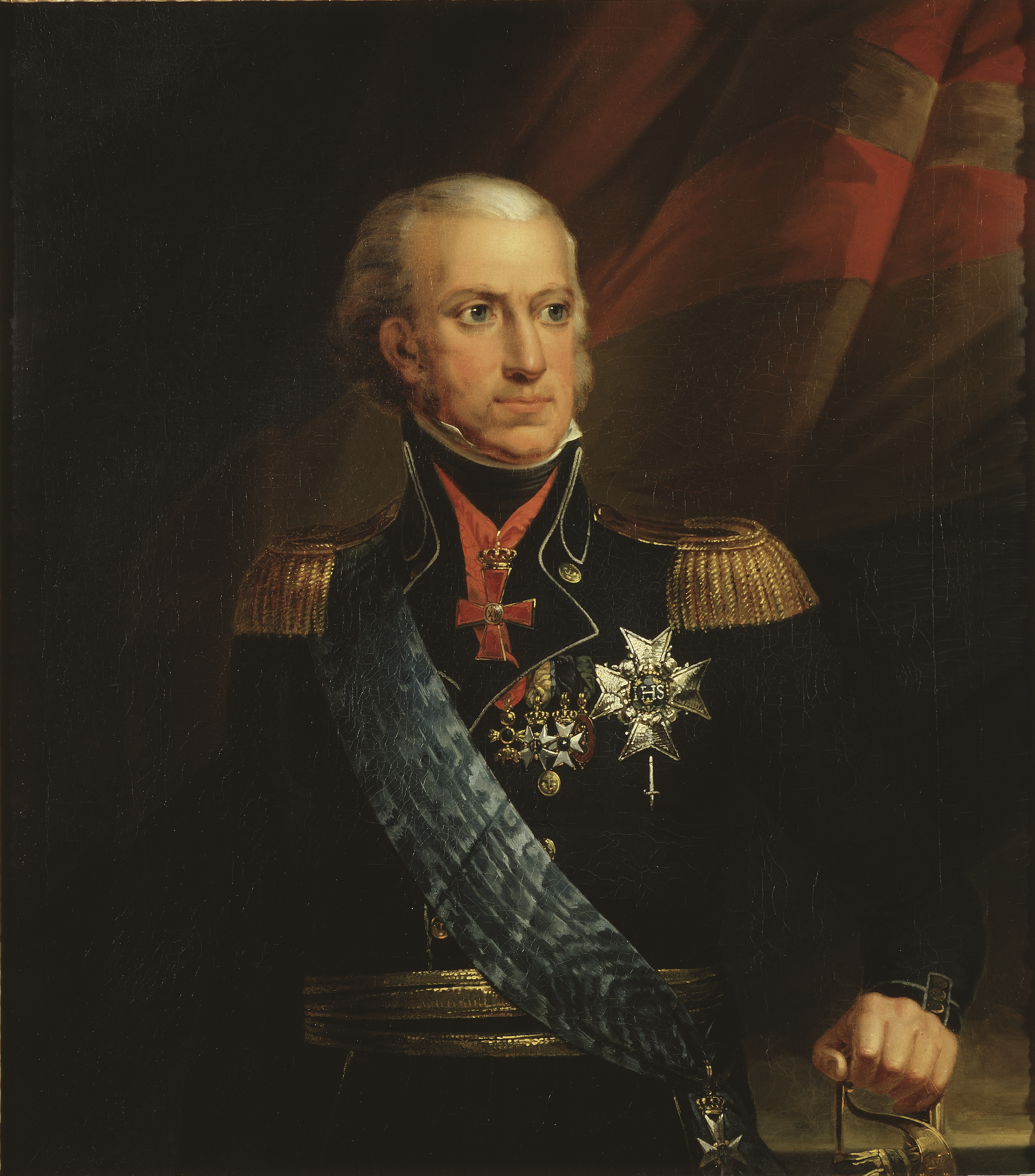
Le roi Charles XIII succéda à Gustave IV Adolphe après le renversement de ce dernier en 1809. Huile sur toile de Carl Frederik von Breda, Nationalmuseum, Stockholm.

Pendant ce temps, au nord de l'Europe, la Suède connaissait de profonds bouleversements politiques. En mars 1809, un groupe d'officiers et d'hommes politiques suédois de haut rang se révoltèrent contre le roi Gustave IV Adolphe à la suite de la défaite catastrophique de la Suède lors de la guerre de Finlande, qui s'était soldée par la perte de cette région au profit de la Russie. Le roi fut contraint d'abdiquer et son oncle le prince Charles, duc de Södermanland, lui succéda sur le trône sous le nom de Charles XIII. La politique étrangère suédoise changea alors du tout au tout : le pays, jusque là adversaire acharné de la France, chercha à développer des relations plus amicales avec Napoléon. Charles étant un souverain âgé, prématurément sénile et sans enfants, le Parlement suédois désigna le duc Christian Auguste de Schleswig-Holstein-Sonderbourg-Augustenbourg en tant que prince héritier. Ce dernier fut officiellement adopté sous le nom de Charles Auguste par le roi en janvier 1810, mais sa mort accidentelle au mois de mai relança le problème de la succession.
Le général Georges d'Adlersparre, moteur de la conspiration qui avait permis d'évincer Gustave IV Adolphe, craignait qu'avec la disparition de Charles Auguste les partisans du roi déchu n'en profitassent pour imposer le fils de ce dernier, Gustave de Holstein-Gottorp, comme héritier présomptif du trône. Adlersparre et le Conseil d'État envisagèrent donc de faire appel à Frédéric-Christian II, frère aîné de Charles Auguste, mais ce projet n'eut pas de suite. Parallèlement à ces événements, deux émissaires furent envoyés en France pour y trouver un éventuel candidat à la succession. Parmi eux figurait le baron Carl Otto Mörner qui, tout comme un certain nombre d'hommes politiques suédois, pensait que la venue d'une importante armée française galvaniserait les forces de la nation et permettrait à la Suède de mener une guerre de revanche contre la Russie,,.
Mörner arriva à Paris le 20 juin 1810. Il reçut un message qui l'informait de l'évolution de la situation en Suède et se mit immédiatement au travail. Un ami français l'aida à entrer en contact avec Bernadotte et il fut reçu par le maréchal le 25 juin. Mörner lui fit part de l'objet de sa venue, en affirmant que ce qu'il disait reflétait l'opinion d'un grand nombre de ses compatriotes. Bernadotte se montra réservé à l'idée de devenir l'héritier du trône de Suède mais il ne rejeta pas la proposition. Le baron parvint également à s'entretenir avec le général suédois Fabian Wrede qui se trouvait alors à Paris. Wrede fut enthousiasmé par le projet de Mörner et il rendit visite à Bernadotte dès le lendemain. Ce dernier afficha cette fois clairement son intérêt pour l'offre et considérait que Napoléon ne s'y opposerait pas. Fort de cette réponse et d'une lettre de Wrede faisant l'éloge du maréchal, Mörner rentra en Suède et arriva à Stockholm le 12 juillet. Dans la foulée, il eut un entretien avec le ministre des Affaires étrangères Lars von Engeström, qui fut surpris par les résultats de la mission de Mörner et par l'identité du potentiel prétendant à la succession suédoise. L'ambassadeur de Suède en France, le comte Gustaf Lagerbielke, fut tenu à l'écart des négociations et ne fut informé de la démarche de Mörner qu'après que celui-ci eut regagné son pays.

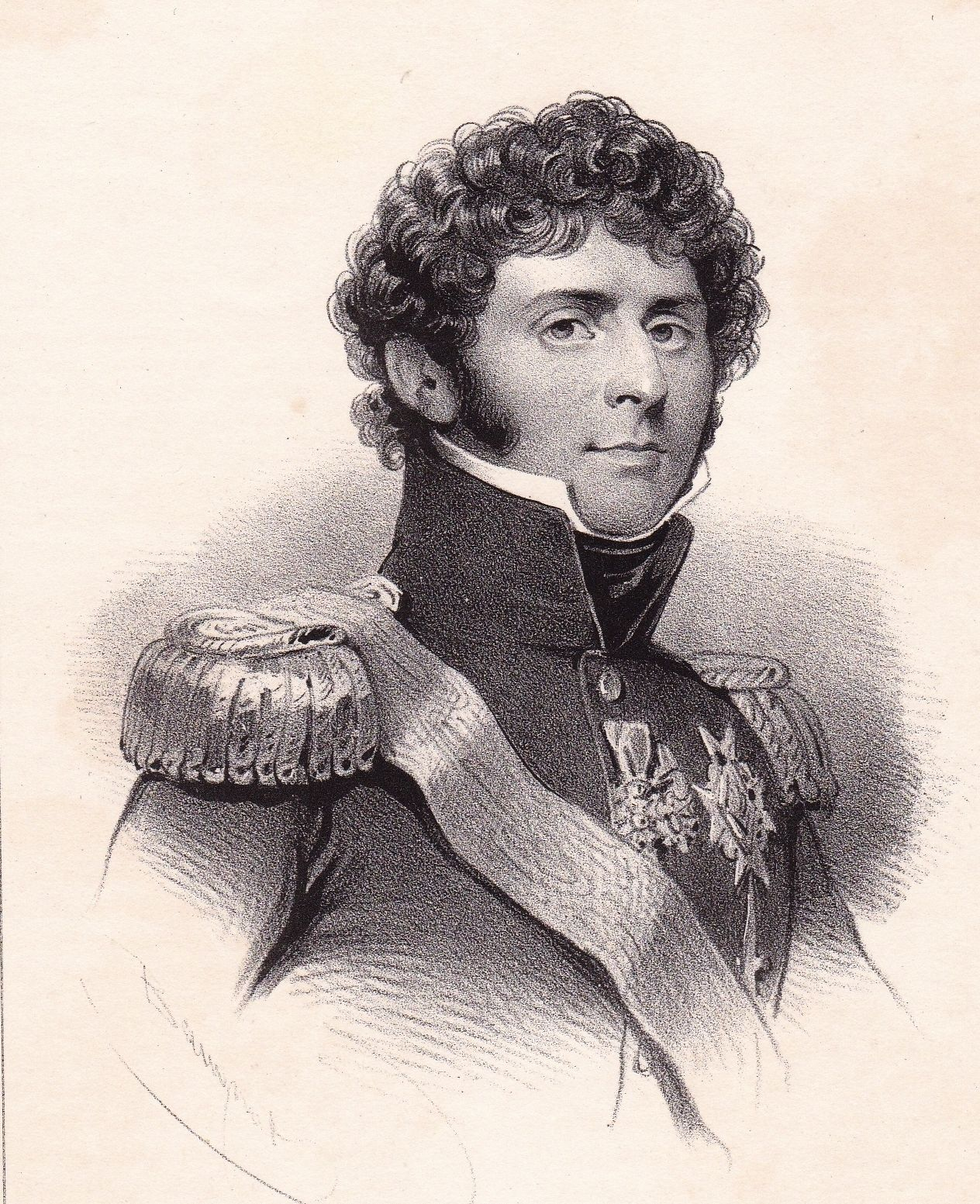
Le maréchal Bernadotte (lithographie de 1845 publiée à Bruxelles et imprimée par P. Degobert).

Bernadotte, son épouse et leur fils quittèrent Paris le 26 juin pour aller prendre les eaux pendant trois semaines à Plombières. Avant de partir, le maréchal envoya une lettre à Napoléon pour l'informer de la proposition suédoise. L'Empereur fut très surpris car il n'avait pas été informé de la disparition du prince Charles Auguste, et il estimait d'autre part qu'un certain nombre de maréchaux français étaient plus qualifiés que Bernadotte pour la fonction. Pendant son séjour à Plombières, Bernadotte se tint régulièrement informé de la situation en Suède par l'intermédiaire de marchands de Hambourg qui avaient gardé un bon souvenir de son passage du temps où il était gouverneur de la ville. La famille Bernadotte fut de retour dans la capitale le 21 juillet. À cette période, le choix de la personne appelée à hériter du trône suédois n'était pas encore très clair et Bernadotte se rendit compte qu'il aurait besoin d'un représentant pour défendre sa candidature sur place. Il fit alors appel à Jean Antoine Fournier, un marchand français qui avait vécu pendant seize ans en Suède et qu'il jugeait capable de plaider sa cause devant le Parlement. Fournier se mit en route avec dans ses bagages les portraits en médaillon de Bernadotte, Désirée et Oscar ainsi que des documents faisant état de la fortune du maréchal. Napoléon ne soutint ni ne présenta aucun candidat au trône, ce qui contribua à maintenir l'élection ouverte.
À Stockholm, la situation était particulièrement tendue à la suite du lynchage du comte Axel de Fersen peu avant la réunion du Parlement à Örebro le 30 juillet. En dépit de quelques hésitations, le processus de sélection commença. Un premier vote eut lieu le 8 août dans lequel onze des douze votants se prononcèrent pour Frédéric-Christian, seul le général Wrede votant contre. Cependant, le résultat fut reconsidéré deux semaines plus tard et l'élection de Frédéric-Christian annulée,. Fournier arriva en Suède peu de temps après et eut la difficile tâche de convaincre les parlementaires de modifier leur vote. Il argua notamment que l'élection de son subordonné ne pouvait que plaire à Napoléon. L'un des principaux atouts de Bernadotte était sa vaste expérience dans le domaine de l'administration, qui faisait justement défaut à Frédéric-Christian. Cet aspect revêtait une grande importance car, même si la constitution suédoise de 1809 avait aboli l'absolutisme, le pouvoir était traditionnellement incarné dans le pays par un monarque fort, rôle que Charles XIII, affaibli, était dans l'incapacité d'assumer.
À l'occasion d'un nouveau vote organisé le 16 août, dix des douze électeurs se rallièrent à la candidature de Bernadotte. L'élection fut confirmée par le reste du Parlement le 21 août. Le contexte du moment, marqué par les défaites essuyées lors de la dernière guerre contre la Russie et par le climat d'anarchie qui avait suivi la mort de Fersen, avait beaucoup joué en faveur de Bernadotte, jugé comme étant le plus à même de restaurer le prestige du pays,. La désignation de ce dernier en tant que prince héritier fit naître l'espoir que, désormais dirigée par un maréchal français et peut-être même avec le concours de Napoléon, la Suède serait capable de récupérer la Finlande. L'empereur français accepta à contre-cœur le résultat de l'élection et, le 23 septembre 1810, reconnut Bernadotte en tant que prince héritier de Suède. S'adressant à l'ambassadeur autrichien Metternich, Napoléon déclara au sujet de Bernadotte : « je ne lui vois aucun talent pour régner : il est bon militaire, voilà tout. Au reste, je suis enchanté d'en être quitte, et je ne demandais pas mieux que de le voir éloigné de France ».

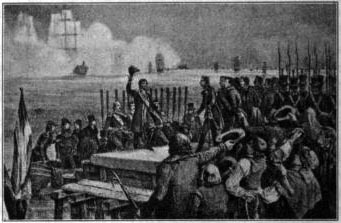
Illustration contemporaine représentant l'arrivée de Bernadotte à Helsingborg, en Suède, le 20 octobre 1810.

Officiellement libéré de toutes ses obligations en tant que sujet français, Bernadotte quitta Paris le 30 septembre en compagnie de Mörner. Il arriva au Danemark au milieu du mois d'octobre et se convertit au luthéranisme le 19 de ce mois au consulat suédois d'Helsingor, en présence de l'archevêque d'Uppsala Jacob Axelsson Lindblom et de plusieurs autres Suédois. Le lendemain, il traversa l'Öresund et fit son entrée dans la ville d'Helsingborg où il fut accueilli par une foule immense. Il se rendit ensuite au château de Drottningholm à Ekerö, situé à l'ouest de Stockholm, et y rencontra pour la première fois le roi Charles XIII et la reine Charlotte (née princesse de Holstein-Gottorp) le 30 octobre,. Le roi était initialement sceptique vis-à-vis de son successeur mais lui et sa femme furent rapidement séduits par le nouveau prince héritier. 
Le 2 novembre, Bernadotte fit son entrée solennelle dans la capitale, au milieu d'une foule en liesse, et trois jours plus tard, il prêta serment d'allégeance au roi et fut officiellement adopté sous le nom de Charles Jean (Carl Johan).
Le roi, au palais royal de Stockholm, fit lire l'acte d'adoption assis sur le trône, exécutant ainsi officiellement la décision du Riksdag des États (les États généraux du royaume de Suède). Dans son introduction, le nouveau prince héritier est intitulé « prince de Ponte Corvo » puis ses trois prénoms sont cités sous leur forme suédoise : Johan Baptist Julius. Dès l’annonce de l’adoption, il fut élevé au rang de « Notre Fils et Successeur » et reçut par la suite son nouveau prénom « Carl », d'après le roi et « Johan », comme seul vestige de ses anciens prénoms (Jean Baptiste Jules). Ce dernier s'agenouilla devant le trône sur un tabouret de prière et, la main sur la Bible, il prêta serment d'allégeance et de loyauté au roi. L'union entre le roi et son successeur fut scellée lorsque Bernadotte baisa la main du roi, puis se leva et l'embrassa. L'adoption du prince héritier fut ainsi confirmée et le nouveau Carl Johan prit sa place de fils au côté de Charles XIII. La cérémonie qui a transformé le maréchal français Jean Bernadotte en Carl Johan, prince et héritier du trône royal de Suède, s'est ainsi terminée au bout de près d'une heure et demie.
La reine veuve Sophie-Madeleine (née princesse de Danemark), épouse du roi Gustave III et mère de Gustave IV Adolphe, décrivit le nouveau prince héritier comme un « choix heureux » et nota qu'il « s'habitue très bien à sa nouvelle position ». Désirée et Oscar, restés à Paris, partirent pour la Suède fin novembre et arrivèrent à Stockholm le 6 janvier 1811. La princesse, car tel était son titre désormais, fut cependant déçue par le pays et ne fut pas très aimée en retour. Malade, elle retourna prendre les eaux à Plombières, affirmant qu'elle reviendrait à Stockholm sitôt sa santé rétablie ; en réalité, elle ne remit les pieds en Suède que douze ans plus tard.
Charles Jean, quoique naturellement doué d'une grande éloquence, n'apprit jamais à parler le suédois, ce qu'il regretta par la suite. Entre 1810 et 1813, il suivit des cours avec le bibliothécaire Pierre-Adam Wallmark mais ne réussit à apprendre que quelques mots ou expressions. Alors qu'avant son arrivée la Cour était réglée par une étiquette stricte, le prince la rendit plus décontractée et invita la bourgeoisie émergente à participer aux réceptions et mondanités dans les résidences royales, dans le but de renforcer les liens entre les représentants de cette nouvelle classe sociale et la Couronne.

### 1812, une année cruciale
Tout au long de l'année 1812, qui fut surnommée par la suite l'« année politique », Charles Jean exprima l'opinion que la Suède devait protéger ses frontières naturelles en recherchant une union avec la Norvège,. Le roi Charles XIII eut une attaque cérébrale un mois seulement après l'arrivée du nouveau prince héritier et ce dernier fut proclamé régent. Bien que familiarisé avec la situation intérieure et extérieure de la Suède, Charles Jean ne connaissait pas la langue et dut s'entourer de plusieurs membres éminents de la société qui parlaient également couramment le français pour traduire des documents et servir d'interprètes en cas de besoin. Parmi ces individus figuraient, outre Mörner, les frères Gustaf et Carl Axel Löwenhielm, l'homme politique Gustaf af Wetterstedt, les généraux Carl Johan Adlercreutz et Magnus Björnstjerna et le diplomate Curt von Stedingk,.
En politique étrangère, Charles Jean ignorait la plupart du temps l'avis de ses conseillers et décidait souvent de façon arbitraire en court-circuitant le Conseil d'État. Un certain nombre de responsables politiques commencèrent à se demander si le prince n'était pas une marionnette au service de Napoléon et cette incertitude augmenta lorsque la France obligea la Suède à respecter le Blocus continental et à déclarer la guerre au Royaume-Uni. Ce climat de méfiance interne plaça Charles Jean dans une position difficile : pour lui, la déclaration de guerre faite à l'Angleterre, si elle permettait de contenter l'Empereur, restait purement formelle car des échanges commerciaux continuaient d'avoir lieu secrètement avec les Britanniques. Le prince était en revanche de plus en plus intéressé par l'idée d'affermir la puissance de la Suède afin d'occuper la Norvège, alors même que la majeure partie de la population aspirait à une reconquête de la Finlande,. Soucieux d’asseoir sa légitimité en tant qu'héritier du trône, Charles Jean devait se résoudre à l'occupation de l'une des deux provinces, mais il savait qu'en cas de guerre avec la Norvège il lui faudrait s'allier avec le Royaume-Uni et la Russie contre la France et le Danemark, qui était alors dans une situation d'union personnelle avec la Norvège.

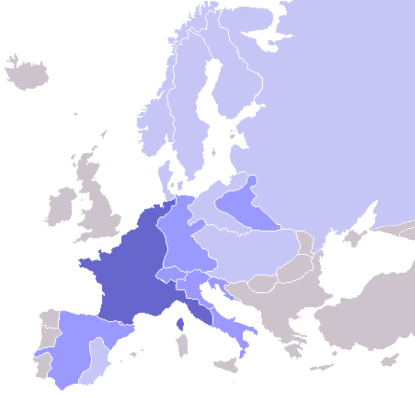
L'Europe en 1811. Le bleu foncé correspond à l'Empire français, le bleu clair aux pays vassaux ou sous domination française et le bleu gris aux pays appliquant le Blocus continental.

Peu de temps après son arrivée en Suède, Charles Jean créa une police secrète, à la lumière de son expérience en France ainsi qu'en raison de la méfiance que lui inspirait la police locale, qui avait par le passé joué un rôle actif dans un certain nombre de complots et d'assassinats politiques, notamment lors du récent lynchage du comte de Fersen. L'une des premières personnes arrêtées par cette police secrète fut le général et diplomate Gustaf Mauritz Armfelt qui fut expulsé du pays.
Le prince héritier avait une bonne connaissance du système bancaire et financier depuis son séjour en France et connaissait les avantages d'une politique économique stable. Il œuvra ainsi à la stabilisation des finances suédoises et à l'équilibre des dépenses publiques. Pour faciliter l'accès au crédit, il mit en place des caisses d'épargne calquées sur le modèle britannique dont la première vit le jour en 1810. Il pensait également que la hausse de l'inflation avait été causée par la spéculation d'agents étrangers et il appliqua une politique protectionniste de restrictions sur les importations et la spéculation sur les devises avec des fonds privés et gouvernementaux, afin d'empêcher une nouvelle dévaluation de la monnaie.
À la fin du mois de janvier 1812, les troupes françaises occupèrent la Poméranie suédoise sans avertissement. Cela fournit à Charles Jean le prétexte dont il avait besoin pour se détourner de Napoléon et initier un rapprochement avec la Russie,,. Il entra rapidement en négociation avec cette dernière par l'intermédiaire de l'ambassadeur du tsar à Stockholm, Jan Pieter van Suchtelen, et envoya Carl Axel Löwenhielm à Saint-Pétersbourg. À l'issue des tractations, Alexandre Ier accepta de soutenir la Suède dans ses revendications sur la Norvège tandis que les Suédois reconnurent la domination russe sur la Finlande et déclarèrent la guerre à la France. Le prince héritier écrivit également à l'ambassadeur britannique Edward Thornton pour solliciter l'appui du Royaume-Uni à propos de la question norvégienne, promettant que le pays ne serait pas annexé à la Suède « mais qu'il jouirait d'une autonomie progressive, avec un parlement et des lois spécifiques ».
Une nouvelle session du Parlement se tint à Örebro au printemps et à l'été 1812. Dans un contexte politique tendu mais fort du soutien des puissances étrangères, Charles Jean obtint l'accord des parlementaires pour l'instauration de la conscription, le prélèvement de taxes supplémentaires pour la guerre, l'augmentation des apanages et le renforcement du contrôle de la presse via la politique de l’Indragningsmakten qui autorisait le gouvernement à interdire toute publication critique à l'égard du régime. Si cette mesure constituait sur le papier une atteinte non négligeable à la liberté de la presse, elle ne fut pas appliquée de façon très efficace.
La Suède affrontait à cette époque une crise financière caractérisée par une inflation élevée et une dette extérieure importante. Les dépenses liées à la guerre de Finlande avaient grevé lourdement l'économie du pays, et la Banque nationale fut contrainte de modifier le cours de l'étalon-argent. Au cours de la réunion du Parlement de 1812, Charles Jean suggéra de renoncer au paiement des créanciers situés dans les pays sous contrôle ou influence français, au motif que la France avait agi de même avec les créances suédoises et avait saisi les navires battant pavillon suédois. La proposition fut approuvée et la dette extérieure chuta de onze millions de riksdalers à quatre. Le prince apprit l'invasion de la Russie par Napoléon alors qu'il se trouvait à Örebro et s'efforça de conclure rapidement un accord de paix avec le Royaume-Uni. Les Britanniques acceptèrent de fournir un soutien financier à l'armée suédoise et reconnurent, au moins initialement, le bien-fondé des revendications suédoises sur la Norvège,. Dans une lettre adressée à Napoléon, Charles Jean protesta cependant de la neutralité de la Suède et déclara qu'il n'avait fait que prodiguer des conseils au tsar Alexandre.
La paix russo-suédoise améliora fortement la réputation de Charles Jean à l'étranger, et son prestige fut encore renforcé lorsque lui et Alexandre se rencontrèrent à Åbo le 24 août 1812. Le monarque russe, inquiet des progrès effectués par les troupes de Napoléon, demanda des conseils au prince héritier en sa qualité d'ancien maréchal de l'Empire français et lui proposa même de prendre le commandement d'une partie des forces russes. Un accord formel fut signé entre les deux pays qui autorisait la Suède à entrer en guerre contre le Danemark sous réserve de l'approbation du Royaume-Uni. La Suède était également tenue de participer à la Sixième Coalition contre Napoléon, en échange de quoi la Russie mettait à disposition 35 000 soldats pour une attaque de diversion dans le nord de l'Allemagne et sur le Danemark. L'exécution de ce traité fut cependant reportée jusqu'à sa ratification par le gouvernement britannique le 2 mars 1813. Un accord secret russo-suédois garantissait par ailleurs la pérennité de la maison Bernadotte. Lors de l'entrevue d'Åbo, le tsar avait affirmé qu'il n'était pas hostile à l'idée de voir Charles Jean succéder à Napoléon sur le trône de France et le prince lui-même n'avait pas complètement écartée cette hypothèse,.

### Engagement dans la Sixième Coalition
Les discussions avec le Royaume-Uni se poursuivirent à l'automne 1812. Dans le même temps, des agents suédois furent déployés en Norvège afin d'influencer l'opinion publique sur la nécessité d'une alliance avec la Suède. L'écrivaine Germaine de Staël et son ami, l'écrivain et philosophe allemand Auguste Schlegel, arrivèrent à Stockholm au mois de septembre et se mirent aussitôt à la disposition de la diplomatie suédoise. S'il avait anticipé la défaite française en Russie, Charles Jean fut surpris par l'ampleur du désastre consécutif à la retraite de la Grande Armée en plein hiver. Avec la France ainsi affaiblie, les Russes et les Britanniques pouvaient raisonnablement envisager de gagner la guerre sans la participation suédoise, ce qui compromettait leur soutien à une conquête de la Norvège,.

Carte de la situation géopolitique en Europe à la mi-août 1813. En rouge, les pays membres de la Sixième Coalition ; en bleu, l'Empire français et ses alliés.

Au début de l'année 1813, la Prusse rompit ses engagements à l'égard de la France et se rapprocha de la Suède, avec laquelle le Royaume-Uni conclut une alliance formelle en mars. Les Britanniques promirent aux Suédois une aide financière d'un million de livres sterling et le concours de la Royal Navy pour le transport de troupes en Poméranie et, ultérieurement, pour la conquête de la Norvège,. De son côté, le Danemark continuait de bénéficier du soutien de l'Autriche dont le ministre des Affaires étrangères, le comte de Metternich, n'aimait pas Charles Jean et craignait qu'un affaiblissement du royaume de Danemark ne compromît l'équilibre des puissances en Europe.
Le 17 mars 1813, le prince héritier ordonna à ses troupes, soit environ 30 000 hommes, de faire mouvement sur Stralsund et Rügen dans le but de reconquérir la Poméranie. Le plan initial qui prévoyait d'attaquer la Norvège dès 1813 fut en conséquence remis à plus tard. Napoléon rassembla ses forces et battit les Russes et les Prussiens le 2 mai à la bataille de Lützen, mais le manque de cavalerie empêcha de transformer ce succès en victoire décisive. Le 18 mai, Charles Jean fit son entrée à Stralsund. Depuis la France, Désirée tenta de négocier un accord entre son mari et l'Empereur mais en vain.
La Russie et la Prusse conclurent un armistice avec la France le 4 juin. Charles Jean, qui n'avait pas été prévenu de cette initiative diplomatique, s'emporta contre le messager d'Alexandre, le général Charles André Pozzo di Borgo,, accusant ses alliés de conspirer contre lui. Pozzo di Borgo parvint néanmoins à le convaincre que cette trêve n'était qu'une manœuvre tactique afin de donner à la Prusse le temps nécessaire pour réorganiser ses forces et de négocier avec l'Autriche pour faire entrer cette dernière dans la coalition. En juillet, Charles Jean rencontra Alexandre et le roi de Prusse Frédéric-Guillaume III à Trachemberg, en Silésie, pour discuter d'une stratégie de lutte contre la France,,. En tant qu'ancien maréchal de l'Empire, le prince joua un rôle essentiel dans la planification de la campagne à venir, et le général britannique William Cathcart qualifia la stratégie adoptée de « plan du prince héritier ». L'idée principale était de créer trois armées indépendantes avec pour objectif d'éviter la confrontation directe avec Napoléon et d'attaquer en priorité ses maréchaux et généraux ; une fois les forces napoléoniennes suffisamment affaiblies, les troupes de la coalition effectueraient alors leur jonction pour porter le coup de grâce à l'empereur français. Charles Jean commandait personnellement l'armée du Nord, composée majoritairement de Suédois mais qui comprenait aussi des unités russes et prussiennes, pour un effectif total d'environ 158 000 hommes. L'alliance avec la Russie était cependant mal perçue en Suède et entraîna pour le prince des difficultés sur le plan intérieur.

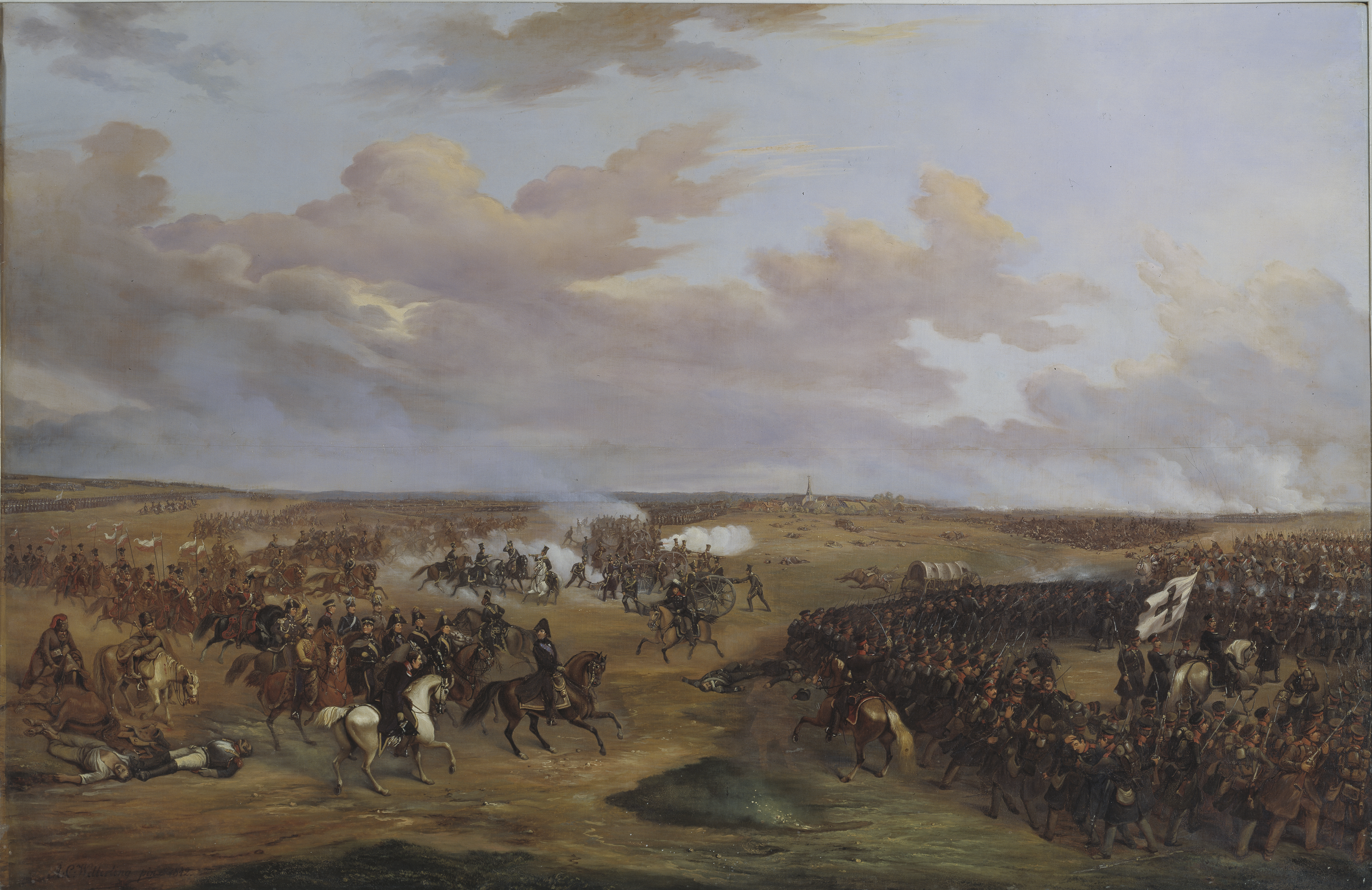
La bataille de Dennewitz, 6 septembre 1813, huile sur toile d'Alexander Wetterling, 1842, Nationalmuseum, Stockholm.

Avec la reprise de la guerre, des divergences se firent jour au sein de la coalition, chacun de ses États membres voulant recouvrer ses anciennes possessions. Charles Jean retira les contingents destinés à l'invasion de la Norvège pour les employer contre le Danemark. Dans le même temps, sa position de commandant en chef de l'armée du Nord le conduisit à affronter par deux fois les Français pour la défense de Berlin. Il vainquit tout d'abord le maréchal Oudinot à la bataille de Gross Beeren le 23 août, puis le maréchal Ney à la bataille de Dennewitz le 6 septembre, même si les Prussiens subirent l'essentiel des pertes. Charles Jean se rendit ensuite dans la ville de Zerbst, où il passa plusieurs semaines dans l'expectative, ce que ses alliés ne manquèrent pas de lui reprocher. Il se décida finalement à franchir l'Elbe le 4 octobre pour se diriger au sud vers Leipzig, où la coalition se préparait à affronter Napoléon en rase campagne.
La « bataille des Nations », appelée ainsi en raison du nombre des belligérants, se déroula du 16 au 19 octobre. Une fois de plus, les forces suédoises furent tenues en réserve et ne furent engagées dans le combat qu'à partir du deuxième jour, Charles Jean n'hésitant pas à diriger en personne plusieurs attaques. À l'époque où il servait encore dans l'armée française, le prince jouissait d'une bonne réputation en Allemagne et cela contribua entre le 17 et 18 à la défection de plusieurs unités allemandes servant du côté des Français dans le camp des coalisés,. La bataille s'acheva en définitive sur une défaite majeure de Napoléon. La période s'étalant de la réunion de Trachemberg à la bataille de Leipzig marqua l'apogée de la renommée internationale du prince héritier, son rôle dans la préparation de la campagne et à la tête de l'armée du Nord ayant fortement contribué à la mise en échec de l'empereur français. Toutefois, l'entrée de nouveaux pays dans la coalition de même que l'insistance de Charles Jean à vouloir marcher contre le Danemark et à l'amputer de la Norvège conduisirent à sa marginalisation au sein de l'alliance après Leipzig.

### Traité de Kiel
Après la victoire des Alliés à Leipzig, Charles Jean se réunit avec les autres chefs de la coalition pour décider ensemble de la marche à suivre. Napoléon était parvenu à regagner la France avec les restes de son armée, mais alors que les Russes, les Prussiens et les Autrichiens étaient d'avis de le poursuivre, le prince insista pour faire campagne plus au nord. De fait, l'armée suédoise ne conduisit aucune opération militaire d'envergure contre Napoléon de la fin octobre 1813 à la mi-février 1814. La raison officielle de cette absence était que les troupes du prince héritier devaient faire route vers le nord pour soutenir les Britanniques contre les Français retranchés à Hambourg et Hanovre, mais l'objectif de Charles Jean était en réalité de faire pression sur le roi Frédéric VI de Danemark en attaquant le duché de Holstein pour l'obliger à abandonner la Norvège.
Le 7 décembre 1813, les forces suédoises remportèrent une victoire sur leurs adversaires danois à la bataille de Bornhöved. L'armée de Charles Jean continua sa progression vers le nord et s'empara le 19 décembre du fort de Christianpris, non loin de Kiel. Les Danois capitulèrent officiellement à Glückstadt le 4 janvier 1814. Dix jours plus tard, le Danemark fut contraint de signer le traité de Kiel par lequel il cédait officiellement la Norvège à la Suède. Alors qu'il résidait encore à Kiel, Charles Jean fut informé par ses agents que le prince Christian-Frédéric de Danemark, héritier présomptif de Frédéric VI et gouverneur de la Norvège, était prêt à réoccuper cette dernière en cas d'invasion suédoise.
Le traité de Kiel mit fin aux hostilités dans le nord et l'opinion publique en Suède réclamait le retour du prince héritier. Le ministre des Affaires étrangères britannique, le vicomte Castlereagh, convainquit néanmoins Charles Jean de ne pas retirer ses troupes de la coalition tant que la défaite de Napoléon ne serait pas complète. De Kiel, Charles Jean se dirigea vers le sud en passant par Cologne, où il publia une proclamation au peuple français dans laquelle il expliquait les raisons de sa présence dans le camp adverse ; cependant, l'accueil réservé au texte fut glacial. De plus, malgré le soutien apparent d'Alexandre Ier, Charles Jean fut rapidement marginalisé en tant que candidat à la succession de Napoléon,.
Les troupes suédoises poussèrent encore jusqu'à Liège où elles arrêtèrent leur marche. À ce stade, une certaine discorde régnait entre le prince héritier et ses alliés et Charles Jean répugnait à l'idée d'entrer en ennemi sur le territoire de sa patrie d'origine. Un messager envoyé par Désirée et Napoléon lui laissa entendre qu'il serait bien placé pour succéder à ce dernier s'il parvenait à être le premier chef de la coalition à entrer dans Paris. En guise de réponse, le prince rappela que Napoléon devait d'abord abdiquer le trône, mais que lui-même ne ferait rien pour provoquer une guerre civile et n'accepterait la proposition que si celle-ci correspondait à la volonté collective du peuple français. Pendant son séjour à Liège, Charles Jean dut faire face à l'opposition croissante de ses alliés tout en essayant vainement de jouer un rôle dans l'imbroglio de la succession française. Ses ambitions personnelles furent même accueillies avec suspicion et amertume par ses compatriotes suédois. Cette longue période d'inaction fut préjudiciable à l'union suédo-norvégienne, encore fragile ; en l'absence du prince héritier et devant le manque d'initiatives destinées à faire respecter le traité de Kiel, Christian-Frédéric prit les Suédois de vitesse en occupant la Norvège, où il se proclama régent et promit l'élection d'une assemblée constituante qui devait se réunir à Eidsvoll à partir du 10 avril.
L'armée russe, commandée par le tsar Alexandre en personne, fut la première à défiler dans les rues de Paris le 31 mars 1814. Dans les jours suivants, Talleyrand s'entretint avec Alexandre et avança l'idée que la présence de Charles Jean sur le trône serait plus profitable à la France que la restauration des Bourbons, mais ses conseils furent rapidement écartés. Parti de Liège, le prince héritier se rendit à Bruxelles puis à Paris où il arriva le 12 avril ; Napoléon avait abdiqué la veille et le comte de Provence, frère de Louis XVI, fut proclamé roi de France sous le nom de Louis XVIII,. Très vite, Charles Jean s'efforça de manifester sa loyauté aussi bien envers la Suède qu'à l'égard de la France : il refusa notamment de s'associer aux revendications des Alliés contre les Français et signa avec ces derniers un traité de paix séparé. Sa visite avait essentiellement pour but de s'assurer du soutien des dirigeants étrangers dans son projet d'union avec la Norvège, au moment où des rapports inquiétants lui parvenaient sur la dégradation de la situation dans ce territoire. Il rencontra successivement Alexandre, Frédéric-Guillaume III et Castlereagh, et ce dernier lui promit que le Royaume-Uni continuerait d'exercer des pressions sur la Norvège au moyen d'un embargo commercial. Charles Jean quitta Paris au milieu du mois de mai ; il ne revint jamais dans son pays natal et ne s'aventura plus par la suite au-delà du sud de la mer Baltique,.

### Guerre contre la Norvège

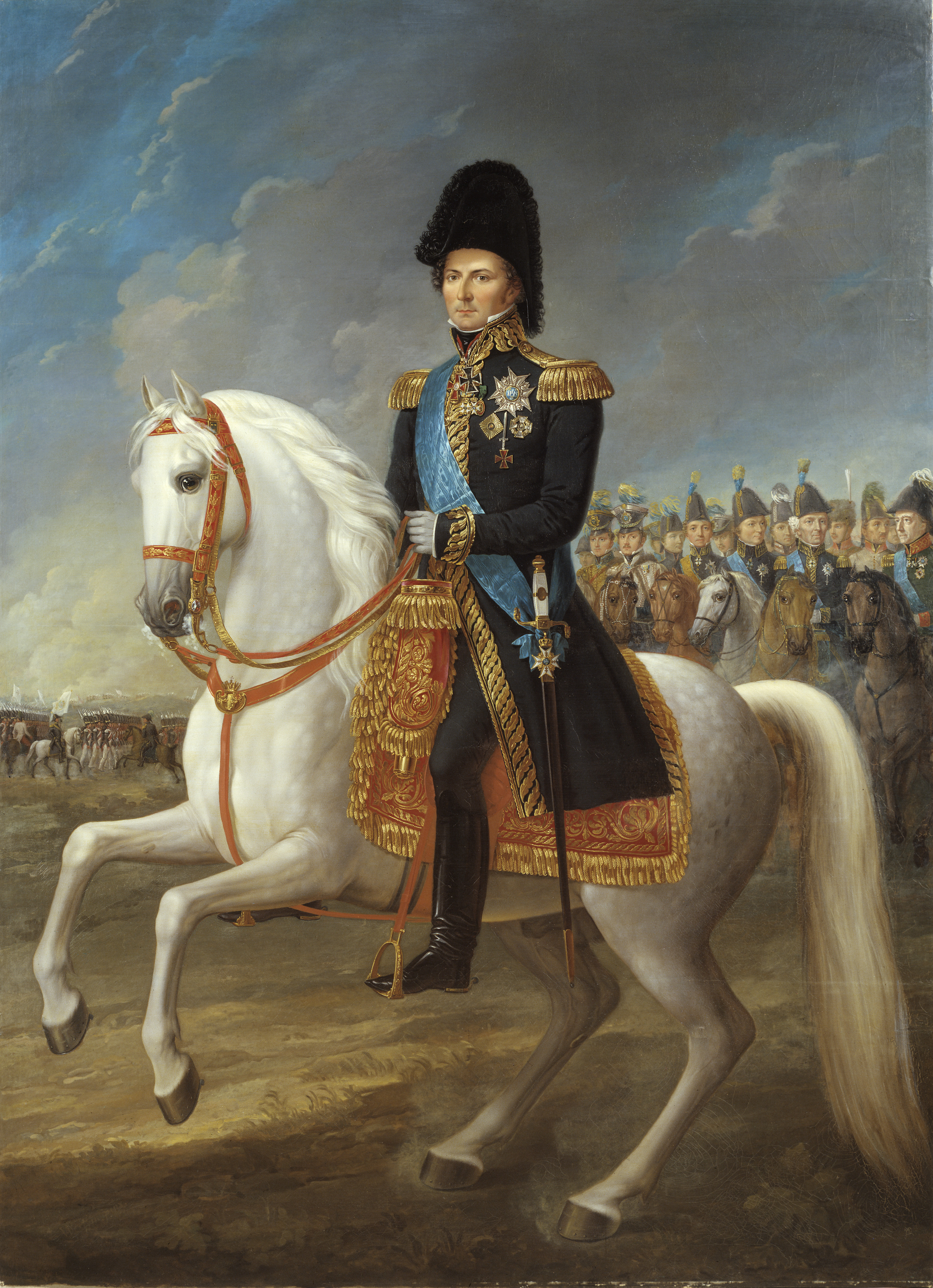
Le prince héritier Charles Jean en 1813, par Fredric Westin.

Charles Jean regagna la Suède à la fin du mois de mai et arriva à Stockholm le 10 juin, où son retour donna lieu à de grandes célébrations. L'enthousiasme du prince héritier fut toutefois de courte durée. En effet, l'union avec la Norvège n'avait pas encore été mise en œuvre et Christian Frédéric, rejetant les clauses du traité de Kiel, se proclama roi. Contrairement à la plupart des Suédois, Charles Jean prit très au sérieux la résistance norvégienne. Pour lui, il était essentiel que la Suède achevât son unité avant le congrès de Vienne qui devait se tenir en septembre,, mais l'opposition des Norvégiens compromettait toute résolution pacifique et les deux camps comprirent rapidement qu'une guerre était inévitable. Charles Jean était conscient du fait qu'une invasion suédoise en bonne et due forme créerait une inimitié durable entre les deux pays et il proposa à la Norvège une union dans laquelle cette dernière disposerait d'une large autonomie, une solution à laquelle l'opinion publique dans les pays étrangers était également favorable.
Ces considérations n'empêchèrent pas l'affrontement de se produire. Le 26 juillet, les troupes suédoises pénétrèrent en Norvège, contraignant les Norvégiens à se replier sans combattre sur Østfold. L'armée d'invasion se heurta à une résistance pour la première fois à Kongsvinger lors des batailles de Lier et de Matrand, où elle fut repoussée. Charles Jean avançait prudemment et ordonna à ses hommes de respecter les soldats en uniforme ainsi que les biens des populations locales. À l'issue des batailles de Fredrikstad, Langnes et du pont de Kjølberg, le prince héritier entama des négociations avec Christian Frédéric et un cessez-le-feu fut proclamé le 14 août avec la convention de Moss. En vertu de cet accord, Christian Frédéric abdiqua la couronne norvégienne tandis que Charles Jean reconnut la Constitution de Norvège et accepta que l'union des deux pays se déroulât conformément aux dispositions de la convention de Moss et non du traité de Kiel,. En dépit des réactions négatives que cela entraîna en Suède, le prince permit également aux Norvégiens d'adhérer à l'union en tant qu'État indépendant et non comme territoire conquis.
Ainsi, Charles Jean avait réussi en l'espace de quatre ans à modifier complètement la situation de la Suède, aussi bien sur le plan intérieur qu'extérieur. Sous son impulsion, le pays se releva du coup d'État dirigé contre Gustave IV Adolphe et, en dépit de nombreuses difficultés, parvint à s'unir avec la Norvège, ce qui était l'objectif principal du prince héritier.

### L'union de deux royaumes

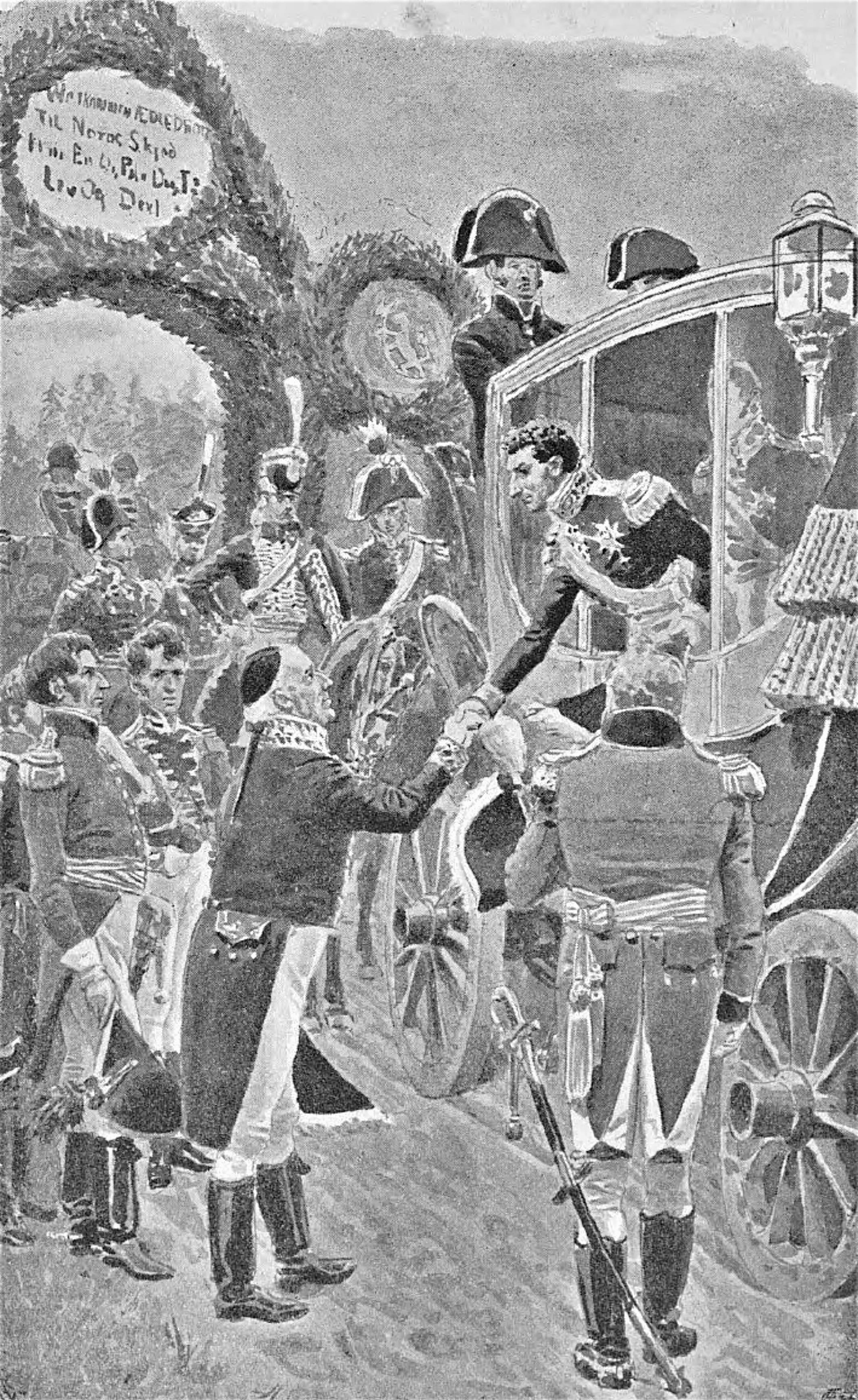
Le prince héritier Charles Jean accueilli par des notables norvégiens lors de sa venue dans le pays en 1815. Illustration d'Ole Andreas Øverland.

Après l'armistice, Charles Jean resta à Fredrikstad dans l'espoir que Christian-Frédéric convoquerait une session extraordinaire du Parlement pour réviser la Constitution norvégienne en conformité avec la convention de Moss. Les parlementaires devaient en effet apporter toutes les modifications constitutionnelles nécessaires dans les quatorze jours qui suivraient la première réunion. De son côté, Christian-Frédéric se démit de ses fonctions et se rendit à Bygdøy où il abdiqua officiellement le 10 octobre 1814 après l'ouverture du Parlement. Les hommes politiques norvégiens discutèrent entre eux des révisions à apporter et négocièrent avec les commissaires suédois pour trouver des formulations que les deux parties jugeraient acceptables. La Constitution ainsi amendée entra en vigueur le 4 novembre et Charles XIII devint roi de Norvège sous le nom de Charles II. Charles Jean, accompagné de son fils Oscar, arriva à Christiania le 9 novembre, insistant pour être escorté par des soldats norvégiens. Les princes furent logés dans le Paléet, un bâtiment de la ville, et le lendemain, Charles Jean prononça un discours aux parlementaires avant de prêter serment sur la Constitution au nom du roi.
Pour le poste de Premier ministre du royaume de Norvège, Charles Jean et le gouvernement suédois à Stockholm désignèrent Peder Anker, tandis que son gendre, Herman Wedel-Jarlsberg, fut nommé ministre des Finances. Afin de mieux contrôler l'opinion publique, le prince héritier chercha à museler la presse locale, en partie à cause de la corruption mais aussi parce qu'il refusait de modérer ses critiques publiques. D'une manière générale, Charles Jean était sceptique quant à la loyauté du peuple norvégien dont une grande partie de la population s'identifiait encore fortement au Danemark.
Lorsque s'ouvrit le congrès de Vienne en septembre 1814, le prince tenta d'influer sur les négociations. La réussite du processus d'union avec la Norvège conforta sa position et celle de la Suède, mais tous les problèmes n'étaient pas résolus et Charles Jean craignait surtout d'être dépouillé de ses droits à la couronne suédoise au profit du prince Gustave, fils du roi déchu Gustave IV Adolphe. Alors que les travaux du Congrès suivaient leur cours, Napoléon quitta l'île d'Elbe, où il avait été exilé après son abdication de 1814, et reprit le pouvoir en France pendant la période des Cent-Jours. Alors que la guerre était sur le point de se rallumer, le prince héritier proclama la neutralité de la Suède et de la Norvège et se tint à l'écart des événements.

### Politique intérieure et extérieure
Charles Jean était convaincu que la tentative de retour au pouvoir de Napoléon ne durerait pas et la défaite française de Waterloo confirma son analyse. Le prince était toutefois préoccupé de voir que la Suède était tenue à l'écart du congrès de Vienne, lors duquel le pays reçut des compensations financières en échange de la perte de la Poméranie suédoise et de la Guadeloupe. De plus, seule la Russie d'Alexandre Ier étant encore alliée à la Suède, Charles Jean était politiquement isolé et, dans le climat qui présidait à la fin des guerres napoléoniennes, beaucoup pensaient que son règne serait court. Ce scepticisme à l'étranger vis-à-vis du prince héritier contrastait fortement avec la popularité dont celui-ci bénéficiait auprès des Suédois grâce au succès des campagnes sur le continent et à l'union formée avec la Norvège.

Médaille en argent de 1810 représentant le prince héritier Charles Jean.

À l'ouverture de la session parlementaire de 1815, le gouvernement constata avec satisfaction que l'économie nationale était en voie de développement, mais il n'était apparemment pas conscient de la crise qui traversait le pays et ne prit aucune initiative pour soutenir la croissance économique. Un groupe de législateurs mené par Fredrik Bogislaus von Schwerin commença alors à faire pression sur les autorités pour réclamer des changements dans la politique économique du pays. Le Riksdag se décida à adopter des mesures plus protectionnistes, ce à quoi Charles Jean était très favorable. À partir de 1815, ce dernier n'hésita pas à utiliser une grande partie de sa fortune personnelle pour stabiliser le cours de la monnaie suédoise. Les grandes orientations de politique économique furent fixées la même année avec la participation active du prince et la dette extérieure fut remboursée grâce à la somme obtenue en dédommagement de la Guadeloupe. Une rente annuelle fut également instaurée pour la famille royale.
Le remboursement de la dette extérieure permit à Charles Jean de se concentrer sur l'amélioration de la productivité agricole. À cette époque, la Suède était contrainte d'importer des denrées alimentaires pour éviter la famine, car même avec 80 % de la population travaillant dans l'agriculture, le pays n'était pas autosuffisant dans ce domaine. Charles Jean fonda en 1811 un institut pour promouvoir la recherche sur les variétés de semences et de bovins compatibles avec le climat suédois. Il initia également la formation des syndicats d'agriculteurs, introduisit de nouveaux outils comme la batteuse et s'attacha à la mise en valeur et à l'optimisation des terres. Cette politique fut couronnée de succès : entre la mise en place de ces mesures et les années 1820 — date à laquelle la Suède devint exportatrice sur le plan agricole —, la superficie des espaces cultivés augmenta de 40 % et la production agricole de 53 %.
L'une des questions laissées en suspens par le congrès de Vienne fut la proportion de la dette extérieure danoise-norvégienne dont la Suède devait hériter. La mauvaise situation financière de la Norvège nécessita une réduction du montant de la dette qui fut fixée par le Danemark à six millions de riksdalers. Peu après la fin des guerres napoléoniennes, la Suède fut frappée par une crise économique qui nécessita la convocation à deux reprises du Parlement en session extraordinaire, en 1817 et 1818. Contre l'avis des spécialistes, Charles Jean décida d'augmenter le nombre de pièces en circulation — une situation quelque peu similaire à l'inflation — mais il ne fut pas soutenu par le Parlement.
Dans les dernières années de son principat, Charles Jean assista avec inquiétude à la restauration des Bourbons et la formation de la Sainte-Alliance dont l'un des objectifs était d'évincer les responsables politiques nommés par Napoléon ; selon l'un de ses opposants, il était « une tache laide dans une Europe nettoyée ».

## Roi de Suède

### Intronisation
Charles XIII/II mourut le 5 février 1818. Le lendemain, le prince héritier lui succéda sur les trônes de Suède et de Norvège sous le nom de Charles XIV/III Jean. Il fut couronné roi de Suède le 11 mai en la cathédrale Saint-Nicolas de Stockholm et roi de Norvège le 7 septembre en la cathédrale Nidaros de Trondheim. La montée sur le trône du prince héritier suscita un fort enthousiasme dans les deux pays et ce dernier fut félicité par de nombreux monarques européens, ce qui le rassura sur sa légitimité en tant que souverain.

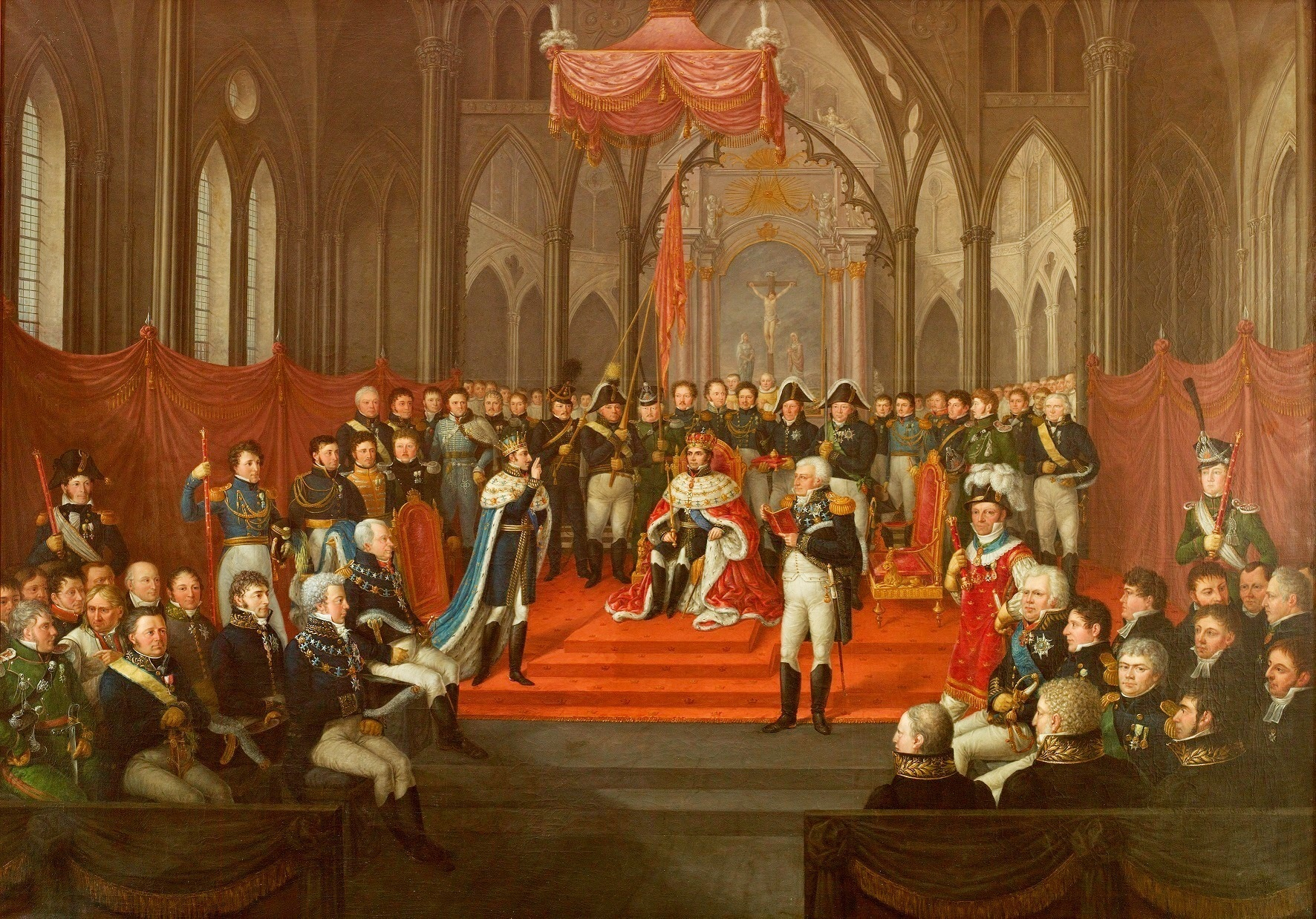
Couronnement de Charles XIV Jean en la cathédrale de Nidaros en Norvège. Huile sur toile de Jacob Munch, 1822, Palais royal d'Oslo.

L'une des questions les plus importantes concernant la pérennité de la nouvelle dynastie Bernadotte fut le mariage du prince Oscar, qui avait succédé à son père comme prince héritier de Suède et de Norvège. Au cours de l'été 1822, Oscar voyagea à travers l'Europe pour rencontrer des prétendantes potentielles. Le choix se porta finalement sur la princesse Joséphine de Leuchtenberg. Le roi lui-même appuya cette union qui conciliait les « intérêts anciens et nouveaux » : en effet, le père de la princesse Joséphine n'était autre qu'Eugène de Beauharnais, fils adoptif et général de Napoléon, alors que sa mère, la princesse Augusta de Bavière, fille du roi Maximilien Joseph de Bavière, était issue d'une dynastie royale allemande ancienne et respectée, la Maison de Wittelsbach.
Désirée, bien que devenue officiellement reine de Suède et de Norvège, préféra rester en France, prétextant des problèmes de santé. À cette période, elle tomba amoureuse du président du Conseil français, le duc de Richelieu, mais cette relation s'ébruita et fut jugée extrêmement inconvenante pour une reine. Elle consentit à se rendre en Suède en 1823 à l'occasion du mariage de son fils et y demeura jusqu'à la fin de sa vie.

### Premières années du règne
En 1819 débuta la construction du fort de Karlsborg, une vaste forteresse destinée à servir de refuge à la famille royale en cas d'invasion de la Suède. En effet, la perte de la Finlande avait fait naître le besoin de disposer d'un point d'appui central pour organiser la défense. Le fort était situé sur les rives du lac Veter et à proximité du canal Göta, dont le chantier avait démarré en 1810 pour ne prendre fin qu'en 1832. Face à la précarité des infrastructures suédoises, le canal était destiné à stimuler le développement économique et faciliter le transport de marchandises. En outre, de nombreuses routes pavées furent construites ce qui permit un accroissement du trafic, ce dernier n'étant plus affecté par les conditions météorologiques.
Avec le retour de la paix en Europe, la Suède décida d'assouplir certaines restrictions commerciales et abolit le Produktplakatet, une loi qui empêchait tout navire étranger de vendre directement des marchandises importées sur le marché suédois. Ces réformes, menées sous l'impulsion de Carl David Skogman, ne furent acceptées par Charles Jean qu'en contrepartie d'amendements à la marge visant à maintenir une ligne protectionniste en matière de politique commerciale.

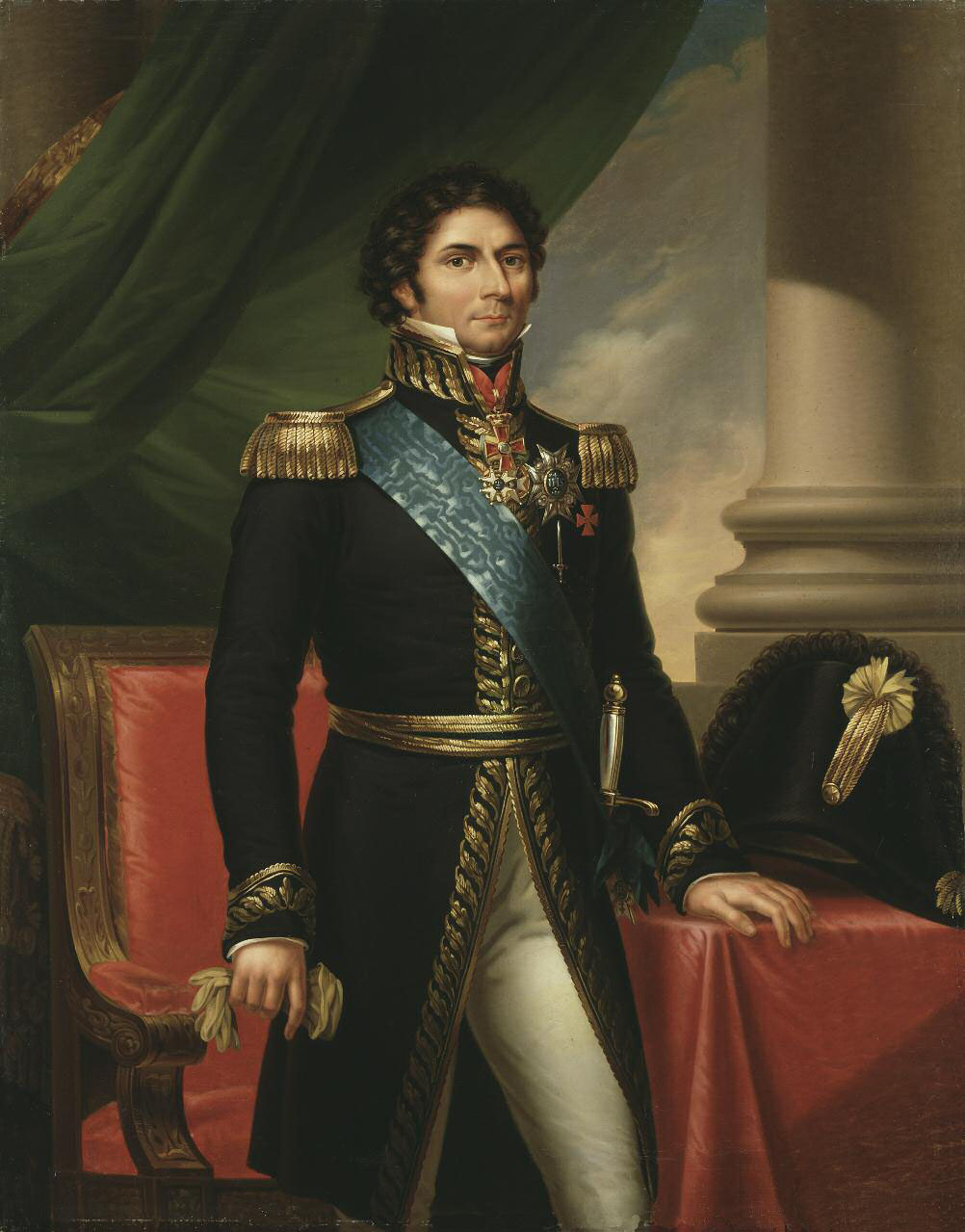
Le roi Charles XIV Jean de Suède. Huile sur toile de Fredric Westin, XIXe siècle, Nationalmuseum.

En raison de l'impasse dans laquelle se trouvaient les négociations avec le Danemark au sujet du règlement de la dette norvégienne, la Suède sollicita l'arbitrage des autres puissances. Charles Jean insista pour que cette question fût mise à l'ordre du jour lors du congrès d'Aix-la-Chapelle de 1818, où les principales puissances européennes devaient se réunir pour discuter du retrait des armées d'occupation en France et des divers changements politiques à l'échelle du continent,. Le roi parvint à conclure un accord avec le Royaume-Uni qui accepta d'arbitrer le litige et entama également des négociations avec les Danois. Cela permit de réduire la dette d'origine de six millions de riksdalers à trois millions, remboursables sur dix ans,. La question du règlement de la dette contribua à refroidir les relations russo-suédoises, tout en esquissant en parallèle un rapprochement en direction des Britanniques. Les pressions exercées par la Russie étaient d'autant plus fortement ressenties par Charles Jean que celui-ci était préoccupé par la fragilité de sa position en tant que monarque élu.
Le Parlement norvégien n'était cependant pas satisfait des clauses de l'accord et demanda en 1821 à ce que la Suède s'acquittât de la totalité de la dette des six millions, ce que le roi rejeta avec véhémence. Déterminé à imposer sa volonté, Charles Jean alla jusqu'à corrompre des parlementaires pour inciter ces derniers à changer d'avis. Une fois le montant de la dette définitivement établie, il tenta d'obtenir sa liquidation afin de rapprocher la Norvège de la Suède et renforcer sa position dans le royaume,. L'affaire se termina lorsque Charles Jean déploya des troupes suédoises et norvégiennes à Etterstad, non loin de Christiania, pour souligner que le refus d'accepter ses demandes risquait de compromettre la Constitution, et le Parlement norvégien dut s'incliner en mai 1821.
Une autre pomme de discorde entre le roi et le Storting fut la question de l'abolition de la noblesse, laquelle était un soutien important de la famille royale en Norvège. Cette possibilité avait été discutée par le Parlement en 1815 puis en 1818, et elle fut de nouveau évoquée en 1821. Charles Jean ne disposait que d'un droit de veto limité sur le Parlement et il fut contraint de promulguer la loi. C'était la première fois que le veto limité empêchait le monarque de réaliser sa volonté. Dès 1814, celui-ci avait accepté l'article 79 de la Constitution, qui permettait aux parlementaires de voter un tiers des lois sans l'approbation du souverain.
Concernant les relations entre la Suède et la Norvège, Charles Jean envisageait d'unir plus profondément les deux pays en procédant à une fusion, mais la constitution norvégienne fit obstacle à ce projet et les responsables nationaux, Wedel-Jarlsberg en tête, y étaient opposés. Lors de la session parlementaire de 1824, le roi proposa divers amendements constitutionnels visant à accorder davantage de pouvoir au souverain, notamment par l'introduction du droit de veto illimité et la possibilité de dissoudre le Parlement. Ces suggestions furent rejetées et un conflit s'installa entre Charles Jean et les parlementaires. La position du roi était délicate car aucune des grandes puissances, à commencer par la Russie d'Alexandre Ier, n'était favorable au projet d'union,.
Un différend frontalier qui opposait depuis plusieurs années la Norvège et la Russie refit surface en 1824, mais un accord fut signé deux ans plus tard qui fixait la frontière entre les deux pays dans la province de Finnmark. À cette période, Charles Jean entretenait toujours de bonnes relations avec le tsar Alexandre, ce qui facilita la résolution du litige,. En 1818, un incident se produisit lorsqu'une entreprise marchande britannique fut surprise en train de mener des activités commerciales illégales dans le port norvégien de Bodø. Le ministère suédois des Affaires étrangères, qui avait à l'époque compétence sur les deux royaumes, exaspéra les Norvégiens car sa position était jugée excessivement favorable aux intérêts britanniques. Le Royaume-Uni accepta de payer une indemnité en 1821, mais six ans plus tard, en 1827, le Premier ministre et le Parlement norvégiens obtinrent de Stockholm une marge de manœuvre accrue dans le domaine des affaires étrangères.

### Conflits avec la Norvège
Lors de la session parlementaire de 1823, l'opposition suédoise se fit plus active et exigea une plus grande liberté de la presse. Ayant échoué à imposer ses vues sur la politique budgétaire, Charles Jean ne parvint pas non plus à obtenir satisfaction pour une augmentation de l'émission de masse monétaire. Si l'opposition restait encore relativement courtoise à l'égard de la personne du roi, certains hommes politiques, comme Carl Henrik Anckarswärd, n'étaient pas aussi accommodants et n'hésitaient pas à s'en prendre directement au monarque.
Des tensions surgirent à propos de la volonté des Norvégiens de célébrer l'entrée en vigueur de leur constitution par une célébration annuelle le 17 mai. La première grande célébration se déroula en 1824 mais dans un cadre plutôt confidentiel. Il en fut de même au cours des deux années suivantes, mais la situation se détériora lorsqu'une commémoration officielle fut programmée pour l'année 1827. Le comte Johan August Sandels, gouverneur général de Norvège, avait cru comprendre lors d'une entrevue avec Charles Jean que le monarque « tolérerait » la manifestation, mais il s'agissait d'un malentendu,. Désireux d'affermir l'union entre les deux royaumes, le roi, contre l'avis du gouvernement norvégien, convoqua une session extraordinaire du Parlement en 1828 et envoya un émissaire à Saint-Pétersbourg pour obtenir le soutien de l'empereur Nicolas Ier de Russie sur une possible abrogation de la constitution norvégienne. Ces initiatives furent accueillies avec stupéfaction en Suède et le tsar s'y opposa fermement. Charles Jean se rendit néanmoins à Christiania où il publia une déclaration interdisant clairement toute manifestation le 17 mai, volonté qui fut respectée.

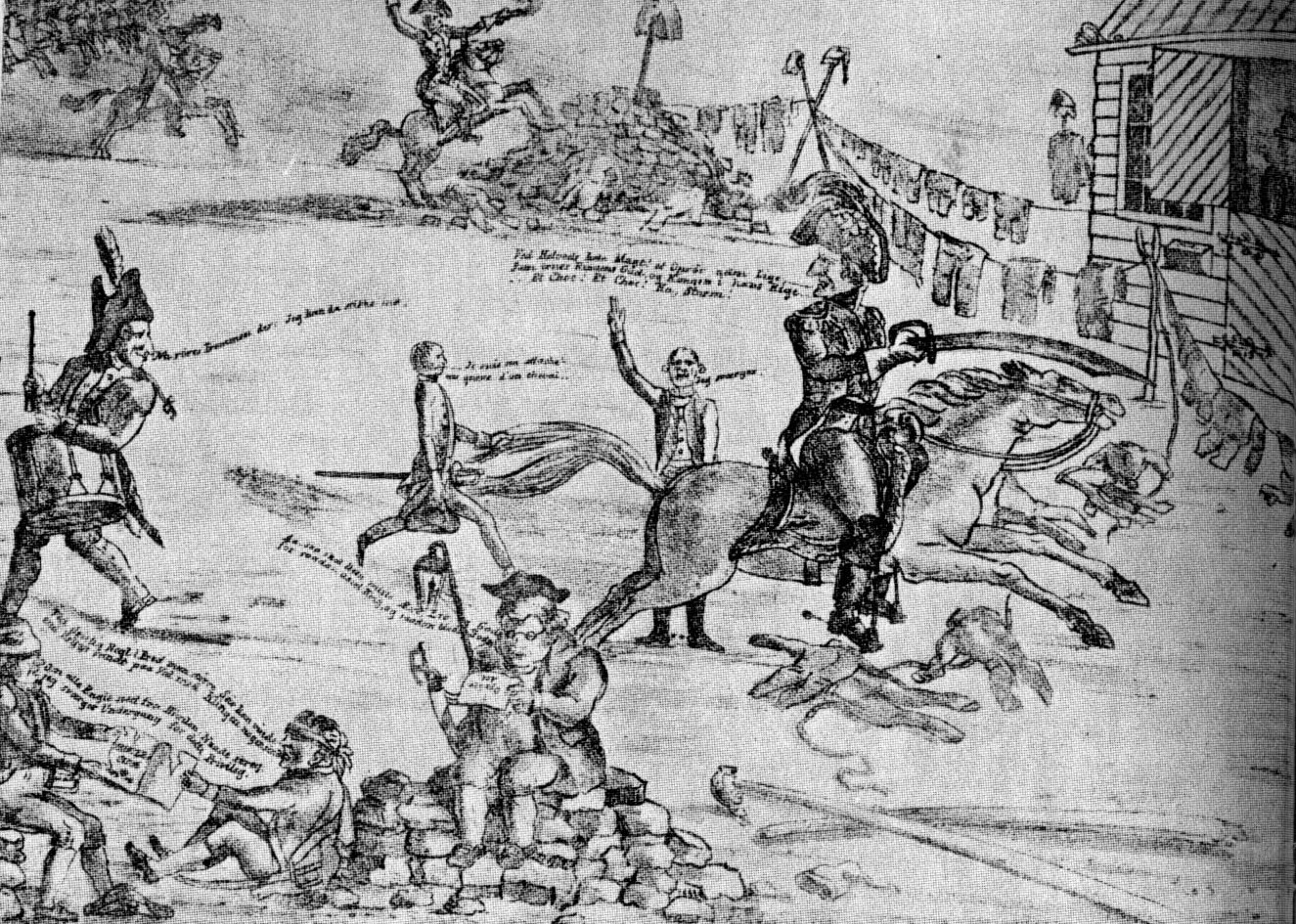
Dessin d'Henrik Wergeland représentant la « bataille de la place » à Christiania, le 17 mai 1829.

La commémoration fut de nouveau interdite en 1829, mais le 17 mai, un bateau à vapeur appelé le SS Constitutionen jeta l'ancre dans le port de Christiania et fut acclamé par les habitants aux cris de « Vive la Constitution ! ». Alors qu'une attroupement de plus en plus important commençait à se former autour de la Grande Place, les autorités rappelèrent l'interdiction de manifester et le gouverneur général Baltzar von Platen dépêcha un contingent de cavalerie et d'infanterie pour disperser la foule. L'intervention de l'armée sema la panique et de nombreuses personnes furent piétinées, renversées par les chevaux ou frappées à coups de baïonnette. L'incident fut rapidement surnommé la « bataille de la place ». Des troubles politiques éclatèrent peu après en Norvège et von Platen fut sévèrement critiqué pour sa gestion des événements. Les Norvégiens étaient particulièrement exaspérés par l'attitude des fonctionnaires suédois présents dans leur royaume, lesquels haïssaient bien souvent la population norvégienne en retour ; cependant la popularité de Charles Jean n'eut pas trop à souffrir des conflits fréquents qui jalonnèrent les années 1820. Les célébrations du 17 mai furent finalement autorisées mais continuèrent de faire l'objet d'une étroite surveillance.
Le dernier grand conflit entre Charles Jean et le Storting se produisit en 1836 quand les Norvégiens réclamèrent l'adoption des « lois de la présidence », qui leur accordaient une plus grande autonomie à l'échelle municipale, ainsi que l'autorisation pour leurs navires de battre pavillon norvégien et la maîtrise de leur processus de fabrication monétaire. Le roi fut outré par ces exigences, qui venaient s'ajouter à la controverse liée aux célébrations du 17 mai, et décida de dissoudre le Parlement au motif qu'il s'était déjà réuni pendant la période minimale requise. Cette réaction inattendue, peut-être liée à ses conflits avec l'opposition suédoise et à ses inquiétudes concernant les déficits budgétaires, fut mal reçue par le Storting qui déclencha une procédure de destitution à l'encontre du Premier ministre de Norvège Severin Løvenskiold. Charles Jean dénonça un coup d'État mais il laissa néanmoins la procédure se dérouler normalement car il n'était que faiblement soutenu par la Russie. Løvenskiold fut maintenu dans ses fonctions et le roi accepta de promulguer les lois de la présidence. Toujours en 1836, il nomma Herman Wedel-Jarlsberg au poste de gouverneur général de Norvège, resté vacant depuis la mort de von Platen en 1829, faisant de Jarlsberg le premier Norvégien à occuper cette fonction.

### Politique étrangère

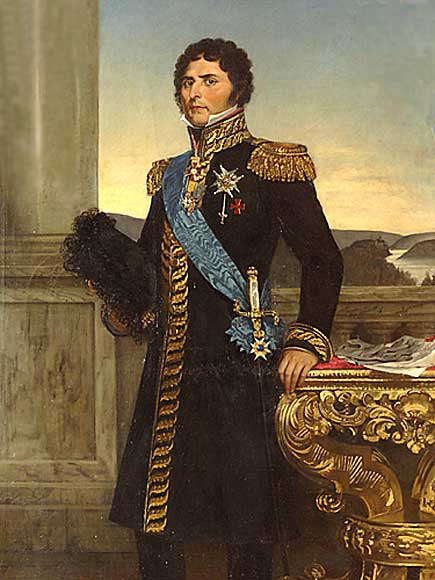
Le roi Charles XIV Jean de Suède. Huile sur toile de Catherine Engelhart, 1875, Palais royal d'Oslo.

La rivalité entre le Royaume-Uni et la Russie était l'un des principaux enjeux de la politique internationale de l'époque. Une guerre entre les deux pays risquait de mettre le royaume de Suède et de Norvège dans une situation particulièrement vulnérable, mais en dépit de nombreuses tensions aucun conflit n'eut lieu et la politique de neutralité du roi ne fut pas remise en cause. Alexandre Ier mourut en 1825 et l'amitié que Charles Jean avait pour le tsar défunt se reporta sur son successeur, Nicolas Ier, qui lui manifesta en retour un grand respect — notamment à l'occasion d'une visite surprise en 1838.
Un conflit éclata cependant dans le cadre d'une controverse autour de la « question des navires » (Skeppshandelsfrågan), lorsque, dans le but de recueillir des fonds pour le renouvellement de sa flotte, la Suède vendit trois navires de guerre anciens. Les acheteurs étaient officiellement des sociétés commerciales britanniques qui agissaient en réalité pour le compte des ex-colonies espagnoles d'Amérique latine, dont aucune puissance européenne, à l'exception du Royaume-Uni, n'avait encore reconnu formellement l'indépendance. Pour la Suède, au-delà des bénéfices financiers qu'elle escomptait tirer de cette transaction, cette vente revêtait un aspect important dans la mesure où le pays cherchait à développer ses relations commerciales avec les nouvelles républiques d'Amérique du Sud.
Les autres pays membres de la Sainte-Alliance considéraient pour leur part ces États comme des territoires rebelles et protestèrent vivement contre la vente des navires. Peu avant sa mort, le tsar Alexandre, sous la pression des autres puissances, accepta d'exercer des représailles à l'encontre des Suédois et réclama l'annulation de la vente des trois vaisseaux. Après s'être efforcé pendant un temps de conclure la vente, Charles Jean se rangea à l'avis de ses ministres et fit marche arrière. La Suède fut contrainte de payer des indemnités, ce qui fut fortement critiqué lors des débats étatiques et parlementaires.
La révolution de Juillet 1830 en France, qui déboucha sur l'abdication du roi Charles X et la montée sur le trône de Louis-Philippe Ier, surprit Charles Jean et provoqua des soulèvements dans d'autres pays, comme en Belgique. Cette montée de l'instabilité en Europe devint un sujet de préoccupation en Norvège, où certains opposants se sentirent galvanisés, entraînant une certaine agitation dans la politique norvégienne. Le soutien apporté par l'opposition suédoise à l'Insurrection de Novembre en Pologne, dirigée contre la Russie, contribua par ailleurs à accroître la méfiance et le conservatisme du roi.

### Montée de l'opposition en Suède

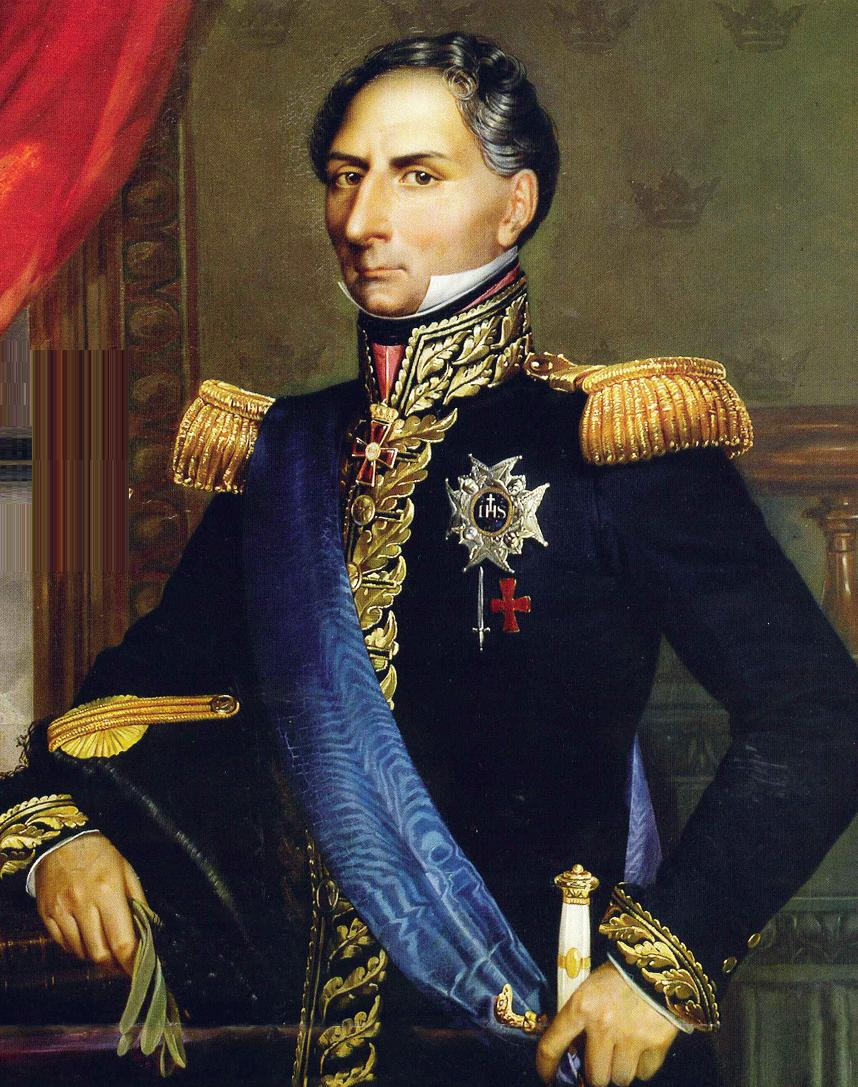
Le roi Charles XIV Jean de Suède. Huile sur toile d'Emil Mascré, Nationalmuseum, Stockholm.

Entre 1828 et 1830, le soutien parlementaire à la politique du gouvernement suédois se structura autour du baron Karl Johan af Nordin et, surtout, du comte Magnus Brahe, ami personnel du roi. Cependant, l'échec de Charles Jean à empêcher l'adoption par le Parlement de la politique de Myntrealisationen, qui consistait à dévaluer la monnaie afin d'assurer une transition vers l'étalon-argent, fut probablement la plus grande défaite politique de son règne. Cette mesure permit en définitive de stabiliser le système financier qui, depuis la fin des guerres napoléoniennes, avait nui au développement économique du pays.
L'année 1830 fut marquée par une percée majeure de l'opposition suédoise, à la faveur de la révolution de Juillet qui répandit les idées libérales à travers l'Europe. Le journal Aftonbladet, fondé la même année, s'affirma comme le principal porte-parole de l'opposition et son influence dépassa rapidement celle de la presse conservatrice. Les conseillers du roi, de plus en plus vieillissants, eurent du mal à s'adapter à ces mutations. En outre, la méconnaissance de la langue suédoise par Charles Jean compliqua le lancement de réformes constitutionnelles appropriées face à l'émergence de controverses sur les questions de représentation, l'organisation du Conseil d'État et l'entourage du souverain. L'une des principales critiques adressées à la monarchie était l'absence d'un parlementarisme de type britannique, dans lequel les ministres étaient responsables devant le Parlement.
Charles Jean était en fait davantage préoccupé par ce qui se passait dans son ancien pays, la France, où il essayait à bien des égards de transmettre une image positive de lui-même à l'opinion publique. Cependant, le roi y était souvent ridiculisé et présenté comme un traître, notamment dans les romans de l'écrivain Honoré de Balzac. En Suède même, des auteurs dissidents, comme Magnus Jacob Crusenstolpe et Anders Lindeberg, n'hésitèrent pas à s'attaquer directement à la personne du roi. La forte influence de son favori Magnus Brahe sur les autres conseillers fut également critiquée. Les sessions parlementaires de 1834 et 1835 furent particulièrement éprouvantes pour le gouvernement, qui essuya plusieurs défaites du fait de la domination de l'opposition.
La lutte s'intensifia au cours des années suivantes lorsque le gouvernement nomma August von Hartmansdorff pour appliquer l’Indragningsmakten, c'est-à-dire la possibilité pour les autorités de retirer de la vente un journal ou un magazine en révoquant l'autorisation de publication ultérieure. Dans le cadre de cette politique répressive, Crusenstolpe fut accusé au cours de l'été 1838 de crime de lèse-majesté, engendrant une agitation populaire à Stockholm qui se solda par la mort de deux personnes et la timide émergence d'un courant républicain. Les tensions s'apaisèrent vers la fin de l'année même si l'opposition s'efforçait d'obtenir le soutien du prince Oscar.
Toujours dans les années 1830, le scandinavisme se développa fortement en Suède et en Norvège, mais principalement au Danemark. Ce courant promouvait la coopération entre les trois pays et tenait également un discours sévère à l'égard de la Russie et des États allemands. La presse russe et allemande fut scandalisée et se mit à critiquer durement le gouvernement de Charles XIV Jean.
La dernière visite du roi en Norvège se déroula à l'hiver 1838-1839. C'était son dixième voyage dans le pays,, et il fut accueilli chaleureusement et avec enthousiasme partout où il allait. Il resta à Christiana de décembre 1838 à mai 1839, dans un contexte plutôt calme sur le plan politique. En effet, aucun conflit n'opposait alors l'exécutif avec le Parlement et son consentement au drapeau norvégien ne fit qu'accroître sa popularité. Compte tenu des affrontements récurrents avec l'opposition libérale à Stockholm, son séjour en Norvège lui servit de « convalescence politique ».
Les parlementaires hostiles à la politique du roi n'avaient toutefois pas dit leur dernier mot, et en 1839, ils se liguèrent dans l'objectif de renverser le système parlementaire dès l'année suivante et forcer Charles Jean à abdiquer. La coalition obtint le soutien de plusieurs ministres, en partie convaincus par les critiques émises à l'encontre du Conseil d'État et par l'absence d'organisation structurée chez les parlementaires favorables au gouvernement. L'opposition fit ainsi élire plusieurs de ses membres dans les commissions de contrôle du Parlement, mais ses efforts furent réduits à néant lorsque le chancelier Hartmansdorff réussit à réorganiser les majorités conservatrices du clergé et de la noblesse. Les partisans du gouvernement purent dorénavant faire front et contrecarrèrent la plupart des tentatives de l'opposition. En guise de concession, le roi décida de renouveler une partie de son conseil en 1840 afin de rassurer quelque peu le camp libéral.

### Dernières années

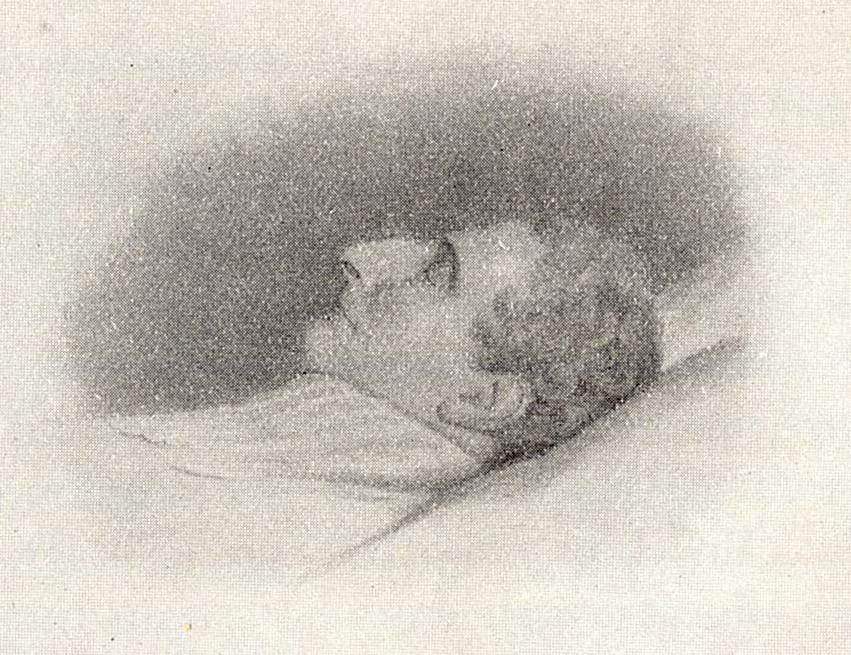
Charles XIV Jean sur son lit de mort en 1844.

Les conflits entre Charles Jean et l'opposition suédoise s'apaisèrent à la fin de la session parlementaire de 1841. Deux ans plus tard, en 1843, le souverain célébra son jubilé d'argent, marquant ses vingt-cinq années passées sur le trône. Il reçut à cette occasion des témoignages d'affection des quatre coins des deux royaumes. À la fin de son règne, la Suède avait réussi à se développer dans plusieurs domaines : sa population avait presque retrouvé son niveau d'avant la perte de la Finlande, la dette publique et extérieure avait diminué, de nouvelles voies de transport sous forme de canaux et de routes avaient vu le jour, l'agriculture connaissait une croissance rapide, le secteur industriel avait doublé de volume, les banques avaient vu leur taille s'accroître, les impôts avaient été réduits et les recettes avaient augmenté.
Au début de janvier 1844, le roi développa une gangrène au niveau du pied. Le 26 janvier, jour de son 81e anniversaire, il ne put quitter son lit et, le 5 mars, il eut un accident vasculaire cérébral. Il tomba alors dans le coma. Charles XIV/III Jean mourut trois jours plus tard à Stockholm, le 8 mars 1844, vers 15 h 30. Peu de temps avant sa mort, il reprit conscience et adressa la parole à son fils Oscar, à qui il chuchota : « Personne n'a parcouru une carrière semblable à la mienne ». Il ajouta : « J'aurais peut-être pu accepter de devenir un allié de Napoléon ; mais lorsqu'il a attaqué le pays qui avait placé son sort entre mes mains, il n'a pu trouver en moi qu'un opposant. Les événements qui ont bouleversé l'Europe et lui ont rendu sa liberté sont connus, de même que le rôle que j'y ai joué ». Ses derniers mots furent : « Oscar, nous nous défendrons ». Ses funérailles se déroulèrent le 26 avril à l'église de Riddarholmen, sous l'autorité de l'archevêque d'Uppsala Carl Fredrik af Wingård.
Lors de sa toilette funéraire, un tatouage, portant la mention Mort aux rois, a été découvert sur son torse. Un tatouage effectué dans sa jeunesse, lorsqu’il était un fervent républicain. Ce tatouage devenu nécessairement embarrassant pour un roi de Suède expliquerait pourquoi il aurait toujours refusé de se laisser examiner torse nu par les médecins.

## Considérations

### Capacités militaires

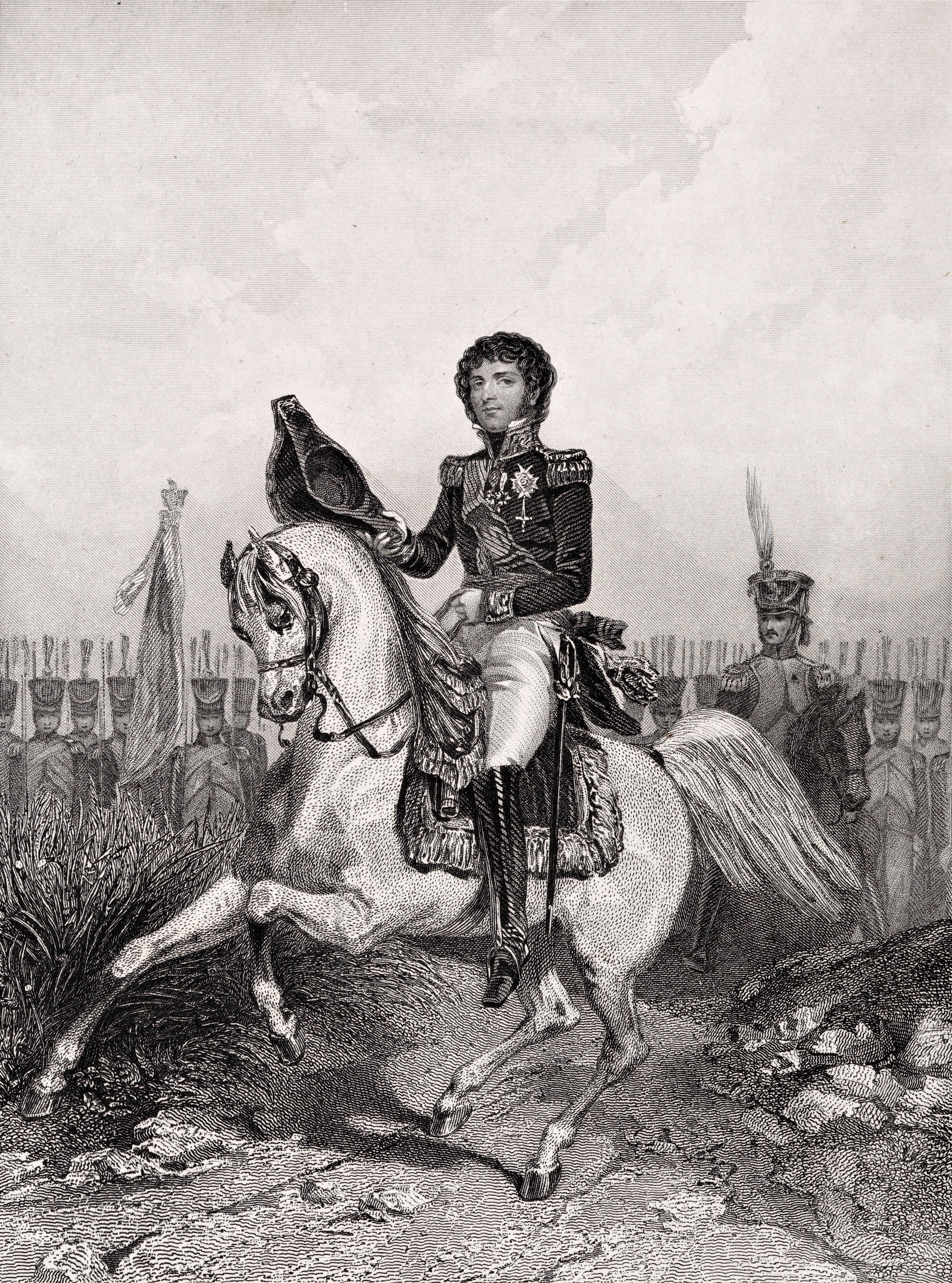
Le maréchal Bernadotte au milieu de ses troupes. Lithographie de H. Robinson d'après un dessin de L. David, XIXe siècle, Bibliothèque nationale de Norvège.

À l'armée de Sambre-et-Meuse, Bernadotte forma avec Marceau et Kléber un trio particulièrement efficace. Kléber tenait son camarade en haute estime et déclara à son sujet que c'était « un officier sûr et capable d'électriser une armée ». Économe du sang de ses hommes et estimé pour son sens du commandement, il était également bon orateur et savait trouver les mots pour galvaniser l'ardeur de ses soldats. La réputation de Bernadotte s’accrut fortement à la suite de la campagne de 1796, où sa retraite réussie contrasta avec les échecs subis sur le reste du front et le fit considérer comme l’un des meilleurs généraux de l’armée française,.
En dépit de ces appréciations élogieuses, les historiens tirent un bilan plus mitigé de ses capacités militaires. Pour Jean Tulard, il fut un « médiocre stratège, décevant à Iéna, Eylau et Wagram » ; plus sévère encore, Oleg Sokolov écrit que « Bernadotte se distinguait parmi tous [les] maréchaux non par ses talents, mais par son perpétuel mécontentement, son opposition [et] son sabotage délibéré d'importantes opérations militaires ». Richard Dunn-Pattison souligne pour sa part qu'il « ne manquait jamais de se distinguer lorsque le moment était venu de combattre » mais que « malgré sa vivacité d'esprit et son activité sur le champ de bataille, il ne fut pas un grand stratège. Dans les manœuvres qui précédaient l'affrontement, il était toujours lent et enclin à l'hésitation ». Torvald Höjer confirme ce point de vue en écrivant que « c'était un prudent stratège qui préférait, en campagne comme au cabinet des ministres, atteindre ses buts par de sages manœuvres au lieu de tenter des coups hardis ».
Il convient cependant de noter que les troupes placées sous les ordres de Bernadotte étaient bien souvent des contingents étrangers — bavarois, polonais, espagnols ou saxons — qui ne valaient pas leurs homologues français, ce dont le maréchal eut l'occasion de se plaindre,. Napoléon avait probablement confiance dans la capacité de ce dernier à maintenir la discipline parmi ses troupes, mais il faut sans doute voir dans cette situation la volonté de l'Empereur de maintenir Bernadotte à l’écart de commandements prestigieux qui auraient pu faire de lui un rival potentiel en cas de succession au trône impérial.
Cette défiance n'empêcha pas Napoléon d’utiliser ses talents, jusqu'à lui confier un commandement semi-indépendant au début de la campagne de 1806-1807. De fait, si Bernadotte fut absent de la plupart des grandes batailles des guerres napoléoniennes, son biographe Franck Favier souligne qu'« il s'illustra comme chef d'un corps détaché opérant isolément en Allemagne à Halle, Lübeck, Mohrungen, montrant ainsi un certain courage et de réelles qualités de commandement ». Au combat, il fit preuve à de nombreuses reprises d’une bravoure frôlant parfois la témérité et il est reconnu comme un tacticien compétent,. Sa performance à Wagram fut toutefois décevante et il commit plusieurs fautes tactiques qui contribuèrent à l'échec du premier assaut français le 5 juillet. Comme l'écrit un historien militaire britannique, lui et Oudinot « se discréditèrent complètement dans la conduite de leurs attaques respectives ». Napoléon formula ce dur jugement à l'égard des aptitudes militaires de Bernadotte :

« La vanité de cet homme est excessive. Il a des talents médiocres […] Il a manqué de me faire perdre la bataille d'Iéna ; il s'est médiocrement conduit à Wagram ; il ne s'est pas trouvé à Eylau, lorsqu'il aurait pu être et n'a pas fait à Austerlitz ce qu'il aurait pu faire. »

### Bilan du règne
Tout au long de son règne, d'abord comme prince héritier puis roi de Suède, Charles Jean se conforma à la politique de neutralité extérieure qu'il avait initiée en 1812. Au moment de sa mort en 1844, la Suède avait connu une période de paix sans précédent dans son histoire. Alors que d'autres monarchies européennes avaient choisi, après la chute de Napoléon, de revenir à un exercice plus autocratique du pouvoir, les royaumes de Suède et de Norvège firent figure d'exception en établissant des limites constitutionnelles au pouvoir du roi, qui agissait plus en homme politique qu'en monarque absolu.
Charles prit toujours soin de rappeler qu'il avait été désigné comme souverain par le Parlement suédois et que son accession au pouvoir émanait par conséquent du libre choix de ses sujets. Il avait lu Montesquieu et était favorable à la séparation des pouvoirs. En France, sa mémoire fut étroitement liée à celle de Napoléon, et l'ancien maréchal y était considéré comme en partie responsable de la défaite française à la bataille de Leipzig en 1813. Franck Favier note sur ce point qu'une tradition historiographique française a longtemps fait de Bernadotte « l'homme qui a trahi sa patrie par ambition, a porté les armes contre elle et a provoqué sa chute ». De son exil, Napoléon déclara toutefois au sujet de Bernadotte : « Bernadotte s'est montré ingrat envers moi, car j'étais l'auteur de son élévation ; mais je ne puis dire qu'il m'ait trahi ; il était devenu Suédois, en quelque sorte, et n'a jamais promis que ce qu'il avait l'intention de tenir. Je puis l'accuser d'ingratitude, mais non de trahison ».
L'historien suédois Olof Sjöström estime que Charles Jean jeta les bases de la Suède moderne. Le roi remboursa la dette nationale et, à partir de là, s'efforça de transformer le pays sur le plan intérieur. Il intervint directement sur le marché et n'hésita pas à engager sa fortune personnelle pour mettre fin à l'inflation et stabiliser la monnaie suédoise, ce qui eut pour conséquence la mise en place de réformes économiques qui aidèrent au développement des banques privées, des entreprises, des usines et des formes dispersées de production d'objets manufacturés. La modernisation des procédés agricoles engendra également une hausse de la productivité des cultures et des élevages. Les infrastructures furent élargies avec la construction de routes, de canaux et de ports ; un nouveau système judiciaire fut établi, renforçant le pouvoir des tribunaux et permettant une meilleure application des lois ; enfin, de nouvelles écoles furent construites et l'organisation des institutions gouvernementales fut repensée afin de gagner en efficacité. De l'avis de Sjöström, « si ces réformes élémentaires n'avaient pas été réalisées aussi calmement et patiemment sous le règne de Charles XIV Jean, les années qui suivirent sa mort jusqu'aux années 1930 auraient été beaucoup plus difficiles pour la Suède et auraient pu entraîner de graves conséquences pour notre société et notre avenir en tant que nation ».
En Norvège, Charles Jean demeura jusqu'à sa mort un souverain populaire, mais sa position fut affaiblie par les enjeux d'indépendance nationale du pays dans le cadre de l'union avec la Suède. Favier émet ainsi le constat que, si la Suède voit davantage en lui « le fondateur d'une période de stabilité et de paix pour le royaume », sa postérité en Norvège se divise « entre admiration pour la pacification et reproches sur le conservatisme royal ». Sa disparition inaugura une ère d'incertitude dans la politique norvégienne et mit fin au processus de fusion des deux couronnes entamé sous son règne. Son fils et successeur Oscar Ier œuvra en faveur d'une union plus égalitaire entre les deux royaumes et ce ne fut que sous son règne qu'une véritable union entre la Suède et la Norvège se concrétisa.

## Descendance
Les Bernadotte règnent toujours sur la Suède : le roi actuel Charles XVI Gustave est le septième héritier Bernadotte de la dynastie. Un autre des descendants de Jean-Baptiste Bernadotte, premier souverain de la maison Bernadotte, est le comte Folke Bernadotte, qui fut dirigeant du Conseil de sécurité des Nations unies, assassiné en 1948 en Israël. Jean-Baptiste Bernadotte est l'ancêtre de plusieurs autres têtes couronnées, notamment du Luxembourg, de Belgique, du Danemark et de Norvège.
Par son père le prince Philip, le souverain britannique Charles III lui est également apparenté.

La famille royale en 1837, par Fredric Westin. De gauche à droite : le prince Oscar, duc du Gotland oriental ; la reine Désirée ; la princesse héritière Joséphine ; le prince Auguste, duc de Dalécarlie ; la princesse Eugénie ; le prince héritier Oscar ; le prince Charles, duc de Scanie ; le roi Charles Jean et le prince Gustave, duc d'Uppland. À l'arrière-plan, un buste du roi Charles XIII & II.

| Fichier | Nom                                        | Date de naissance | Date de décès  | Mariage                                   | Enfants                                                                            |
| ------- | ------------------------------------------ | ----------------- | -------------- | ----------------------------------------- | ---------------------------------------------------------------------------------- |
|         | Oscar Ier Joseph François Oscar Bernadotte | 4 juillet 1799    | 8 juillet 1859 | Joséphine de Leuchtenberg 19 juillet 1823 | Charles XV & IV Gustave, duc d'Uppland Oscar II Eugénie Auguste, duc de Dalécarlie |

## Décorations
Empire français
- Légion d'honneur :
  - Chef de la 8e cohorte de la Légion d'honneur
  - Grand aigle de la Légion d'honneur (13 pluviôse de l'an XIII)

Royaume d’Italie (1805-1814)
- Grand dignitaire de l’ordre de la Couronne de fer

Électorat de Bavière
- Chevalier de l'ordre de Saint-Hubert (vers 1805)

Royaume de Prusse
- Chevalier de l'ordre de l'Aigle noir (vers 1805)
- Chevalier de l'ordre de l'Aigle rouge (vers 1805)

Royaume de Saxe
- Grand-croix de l’ordre militaire de Saint-Henri (vers 1809)

Royaume de Suède
- Grand maître de l'ordre des Séraphins
- Grand maître de l'ordre de l'Épée
- Grand maître de l'ordre royal de l’Étoile polaire
- Grand maître de l'ordre de Vasa
- Grand maître de l'ordre de Charles XIII

Royaume de Danemark
- Chevalier de l'ordre de l'Éléphant

Royaume d'Espagne
- Chevalier de la Toison d'or (1822, brevet no 909)

Empire russe
- Ordre de Saint-André (30 août 1812)
- Ordre impérial et militaire de Saint-Georges de 1re classe (30 août 1813)

Il était par ailleurs franc-maçon et grand-maître de l'ordre suédois des francs-maçons.

## Armoiries

Armoiries du Prince Charles Jean, Prince héritier de Suède.
Armoiries du Prince Charles Jean, Prince héritier de Suède et de Norvège.
Armoiries du roi Charles Jean de Suède et de Norvège.
Monogramme du roi Charles XIV Jean.

Le roi Charles XIV Jean était le grand maître de l’ordre des Séraphins et ses armoiries sont exposées dans l’église de Riddarholmen :
| Blason | Blasonnement : Au pairle patté d'or, qui est la Croix de Saint-Éric, cantonné en chef d'azur, à trois couronnes d'or (de Suède moderne), à dextre de gueules, au lion couronné d'or, tenant dans ses pattes une hache danoise d'argent, emmanchée du second (de Norvège ancien) et à senestre d'azur, à trois barres ondées d'argent, au lion couronné d'or, brochant sur le tout (de Suède ancien), sur-le-tout parti de Vasa (tiercé en bande d'azur, d'argent et de gueules à la gerbe d'or brochant) et de Pontecorvo (d'azur, au pont à trois arches d'argent, sur une rivière de même, ombrée d'azur, et supportant deux tours du second ; au chef d'azur à l'aigle contournée d'or au vol abaissé, empiétant d'un foudre du même (de Bernadotte)). |